# Марторана
Мартора́на (итал. La Martorana) или Са́нта-Мари́я-дель-Аммира́льо (итал. Santa Maria dell'Ammiraglio), официально Сан-Нико́ла-деи-Гре́чи (итал. San Nicola dei Greci) — церковь в Палермо, которая является одним из двух кафедральных соборов епархии Пьяна-дельи-Альбанези (Итало-албанская католическая церковь). Стоит на пьяцца Беллини, в непосредственной близости от арабо-норманнского храма Сан-Катальдо и барочных церквей Санта-Катарина и Сан-Джузеппе-деи-Театини.
Церковь построена в XII веке в арабо-норманнском стиле. Несмотря на многочисленные перестройки и обновления, Марторана известна преимущественно своими византийскими мозаиками XII века, одними из самых древних на Сицилии. Специалисты называют её «архитектурным коллажем, в котором византийские представления, претворённые в жизнь местными строителями и впоследствии декорированные греческими мозаичистами, существуют бок о бок с исламским художественным вкусом». 3 июля 2015 года внесена ЮНЕСКО в список объектов всемирного культурного наследия.

## История

### Греческая церковь (Санта-Мария-дель-Аммиральо)
Церковь Санта-Мария-дель-Аммиральо построена на средства Георгия Антиохийского (умер в 1151 или 1152 году), флотоводца короля Рожера II и «адмирала адмиралов». В историческом названии сохраняется память о первоначальном посвящении храма Богородице и об имени основателя. Двуязычная (на греческом и арабском языках) хартия Георгия, одобренная королём Рожером II, сохранилась в архиве Палатинской капеллы и датирована 1143 годом. В хартии адмирал сообщает об основании церкви, посвящённой Богородице в знак благодарности за многочисленные Её милости, и жертвует имение в Мисилмери, а также ежегодно 60 золотых тари (монет), на содержание храмового духовенства и маленького женского монастыря. Изначально храм был домовым: с юго-востока к нему непосредственно примыкал дворец Георгия Антиохийского, впоследствии неоднократно перестроенный и включённый в комплекс монастыря Марторана, а окончательно разрушенный в результате американской бомбардировки 30 июня 1943 года. К моменту смерти своего основателя (1151 или 1152) церковь была завершена. В первые три века своего существования церковь принадлежала греческому приходу, и богослужение здесь совершалось по византийскому обряду.
В XII веке церковь представляла собой в плане греческий крест (то есть равновеликий) с тремя апсидами и притвором, а с западной стороны к храму примыкал окружённый с трёх сторон портиком двор с пристроенной колокольней. В середине XII века (вероятно, ещё при жизни ктитора) интерьер церкви был украшен византийскими мозаиками с характерными золотыми фонами. Вопрос о времени постройки кампанилы дискутируется: по одной версии, колокольня была построена одновременно с храмом, а по другой — в конце XII века. В 1184 году церковь посетил арабский путешественник Ибн Джубайр, оставивший восторженное описание храма:
Мы видели самое замечательное строение, которое нам не под силу описать, и потому мы вынуждены молчать, ибо это самое красивое здание в мире… Это одна из самых чудесных построек, виденных нами когда-либо… Стены внутри позолочены — или, скорее, сделаны из одного большого куска золота. Плиты из цветного мрамора, подобных которым мы никогда не видели, покрыты золотой мозаикой и увенчаны зелёными мозаичными ветвями. Большие солнца из золочёного стекла, расположенные в ряд наверху, сверкают огнём, который ослепил наши глаза и породил в нас такое смятение духа, что мы молили Аллаха сохранить нас…

В. фон Фалькенхаузен (1996) предполагает, что средневековая Марторана была средоточием палермской философской школы. В ходе Сицилийской вечерни 1282 года в Санта-Мария-дель-Аммиральо состоялось собрание сицилийской знати и духовенства, на котором было принято решение призвать на престол Сицилии Педро III Арагонского.

### Монастырская церковь (Марторана)
В 1194 году поблизости от церкви был основан женский бенедиктинский монастырь. Основателями монастыря были Жоффруа и Элоиза Марторана. По повелению короля Альфонса Арагонского 30 сентября 1431 года Санта-Мария-дель-Аммиральо была передана этому монастырю, а в 1435 году папа Евгений IV своей буллой закрепил эту передачу. В результате за церковью закрепилось второе название — Марторана, а богослужение стали вести по латинскому обряду.

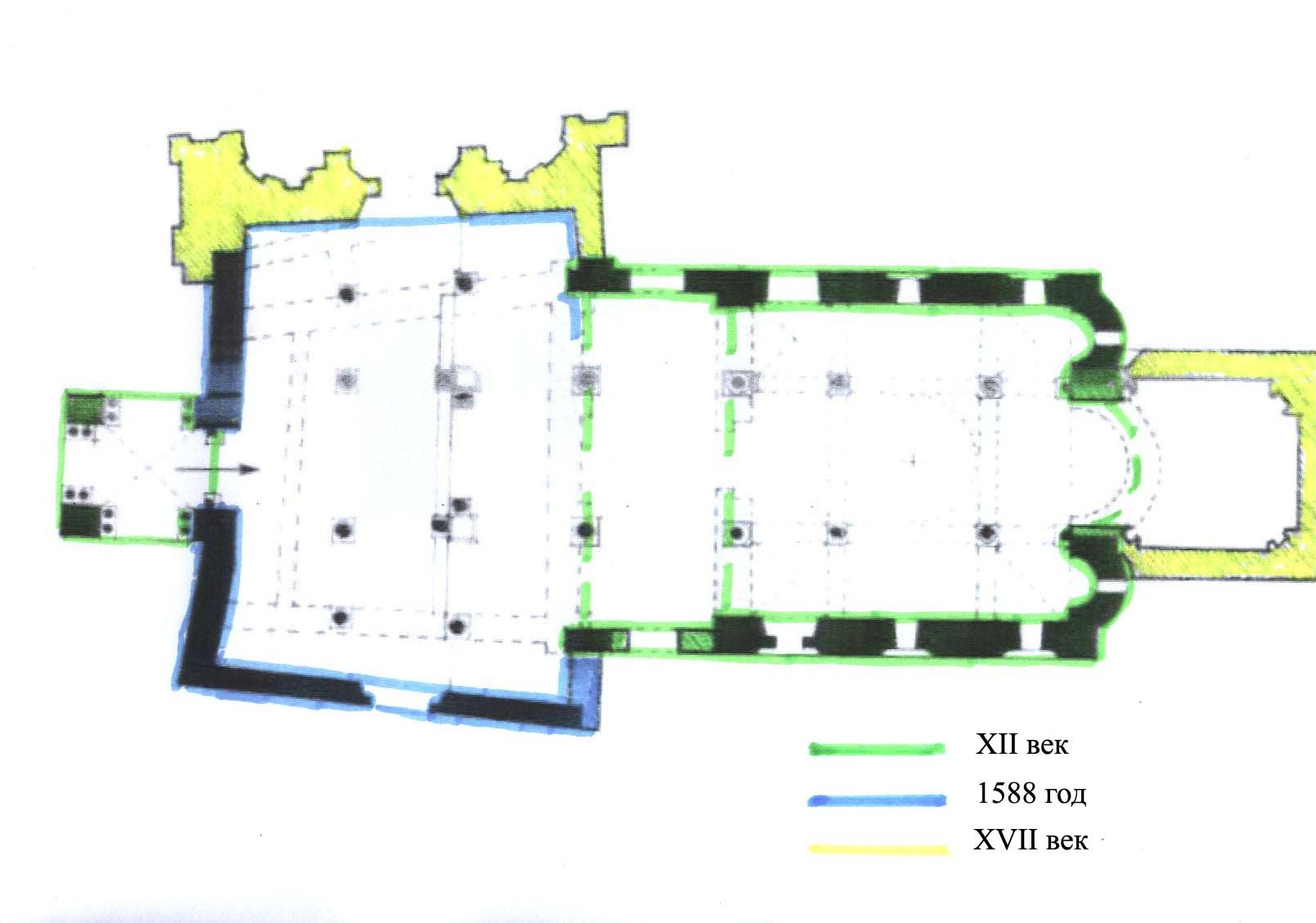
План Мартораны в историческом развитии. Зелёным обозначено «ядро» XII века, синим — пристройка 1588 года, жёлтым — пристройки XVII века.

В XVI—XVIII веках новые владелицы церкви существенно изменили первоначальный вид храма. Перестройки были осуществлены в три этапа.
- В 1588 году были снесены прежние западная стена храма и стена между основной частью и притвором, в основное пространство церкви были включены, таким образом, прежние притвор и двор. На месте двора была сооружена двухуровневая конструкция: первый уровень стал своеобразным вестибюлем, а второй — галереей, где монахини находились во время богослужения, оставаясь невидимыми для мирян. Ранее отдельно стоявшая романская колокольня в результате оказалась частью основного здания, и через неё был обустроен основной вход. При этой перестройке могли быть уничтожены мозаики, предположительно украшавшие стены притвора (их существование, впрочем, является лишь гипотезой)[10].

- В XVII веке к северной части здания, выходящей на современную пьяцца Беллини, архитектором Андреа Палма был пристроен барочный фасад, скрывший за собой пристройку 1588 года[3][11].

- В 1683—1686 годах была снесена норманнская апсида с покрывавшими её внутреннюю поверхность мозаиками, и на её месте была построена большая капелла (итал. Cappellone) в стиле барокко[12].

Присоединённая в результате перестройки 1588 года западная часть церкви была расписана барочными фресками: галерея второго этажа и пространство бывшего притвора — в 1717 году Виллемом Борремансом, а вестибюль — в 1744 году Оливио Соцци.

### Второй кафедральный собор епархии (Сан-Никола-дель-Гречи)
После упразднения монастыря (1866 год) церковь Марторана была конфискована итальянским правительством. В 1870—1873 годах храм был реставрирован (работами руководил Джузеппе Патриколо), при этом были удалены некоторые отделимые барочные наслоения. Последующие реставрационные работы (1939, 1946, 1952, 1968 годы) вносили лишь незначительные изменения. Но (в отличие от большинства памятников арабо-норманнского стиля, таких как: собор Чефалу, Маджионе, Сан-Джованни-дельи-Эремити, Палатинская капелла, Сан-Катальдо, где в результате реставрации удалось вернуть зданиям первоначальный облик) большинство изменений XVI—XVIII веков не могут быть удалены без разрушения собственно строения. В результате Марторана представляет собой причудливое эклектичное здание, в котором смешались следы арабо-норманнского стиля, византийские мозаики и черты барокко.

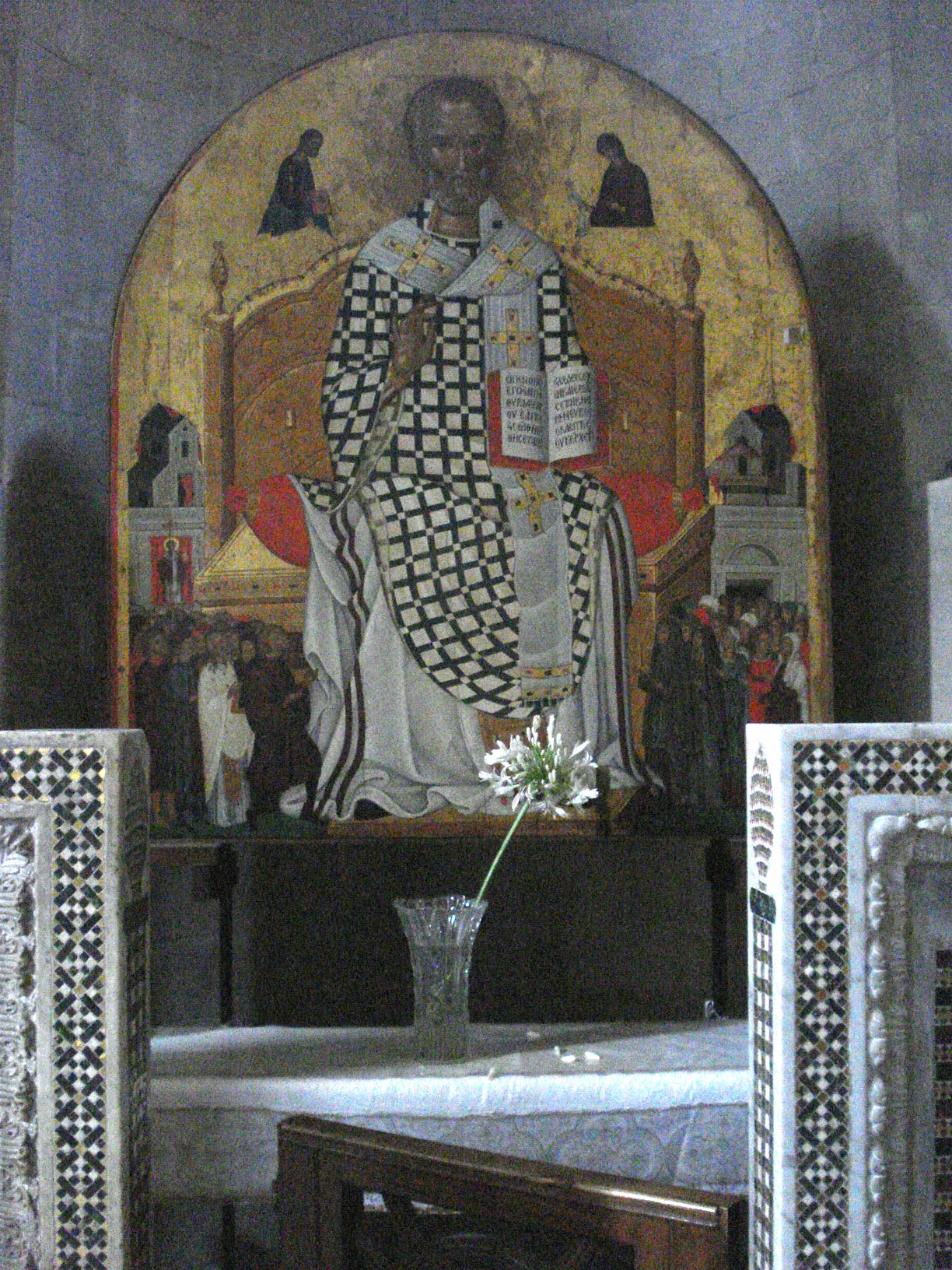
Храмовая икона св. Николая Чудотворца (XV век, критская школа). Спасена из разрушенной церкви Сан-Никола-дель-Гречи и перенесена в Марторану.

В 1935 году Муссолини передал церковь албанской общине — потомкам албанцев, бежавших в XV веке на Сицилию от османского завоевания и сохранивших в латинском окружении византийский обряд в унии с Римом (см. Итало-албанская католическая церковь). Таким образом, после пятивекового перерыва в Марторане было восстановлено богослужение по византийскому обряду. По иронии судьбы, переселение албанцев на Сицилию вдохновлялось и поощрялось Альфонсом Арагонским, в своё время передавшим Марторану латинскому монастырю. 26 октября 1937 году папской буллой Марторана была возведена в достоинство второго кафедрального собора епархии Пьяна-дельи-Албанези, объединяющей сицилийских христиан византийского обряда, преимущественно албанского происхождения. До этого, начиная с 1547 года в Палермо единственным приходским албанским храмом с византийским богослужением была церковь Сан-Никола-дель-Гречи (то есть в честь святителя Николая Мирликийского). 9 мая 1943 года церковь Сан-Никола-дель-Гречи была разрушена в результате американской бомбардировки, и этот приход был перемещён в Марторану. В связи с этим официальным названием Мартораны, в качестве второго кафедрального собора епархии Пьяна-дельи-Албанези, стало Сан-Никола-дель-Гречи (хотя оно так и не укоренилось в повседневном употреблении жителей Палермо).

## Архитектура

### Общий обзор
Мы в развалинах церковки Martorana силимся понять орнамент колонн, утопая в цветах; вьётся шмель.
Адмиральскую церковь в Палермо можно определить как центральнокупольную постройку византийского типа, причём средневековая Марторана приобрела свой окончательный вид в результате ряда последовательных перестроек. План в виде вписанного в квадрат креста, который выбрали её строители, созвучен планировке ещё двух храмов Сицилии, пяти церквей на юге Италии, а также двух храмиков на территории Киево-Печерской лавры. К этому же типу следует отнести церковь Иоанна Предтечи в Керчи. В этих храмах купол помещается на квадратном, а не на круглом основании, переход к которому решён через систему парусов. Схожие планировочные решения характерны и для скальных храмов Каппадокии. Нартекс был пристроен к храму через несколько десятилетий после завершения работы над наосом и потому несколько отличен от него по архитектуре. По тем временам это было обычным явлением.
Гораздо реже встречается в православной архитектуре передний двор с аркадами, о существовании которого на месте позднейших барочных пристроек к церкви стало известно из раскопок археолога Джузеппе Патриколо (1834—1905) в 1870-х годах. Можно предположить, что по аналогии с соседней бенедиктинской обителью этот двор был с трёх сторон окружён портиками. Впоследствии на месте двора была устроена двухъярусная паперть (экзонартекс), более соответствующая духу византийского зодчества. Ещё в 1282 году в этом «атриуме» собирался сицилийский парламент. После сноса паперти в 1588 году её облик может быть восстановлен только гадательно, однако есть основания предполагать, что её второй ярус занимало гульбище.

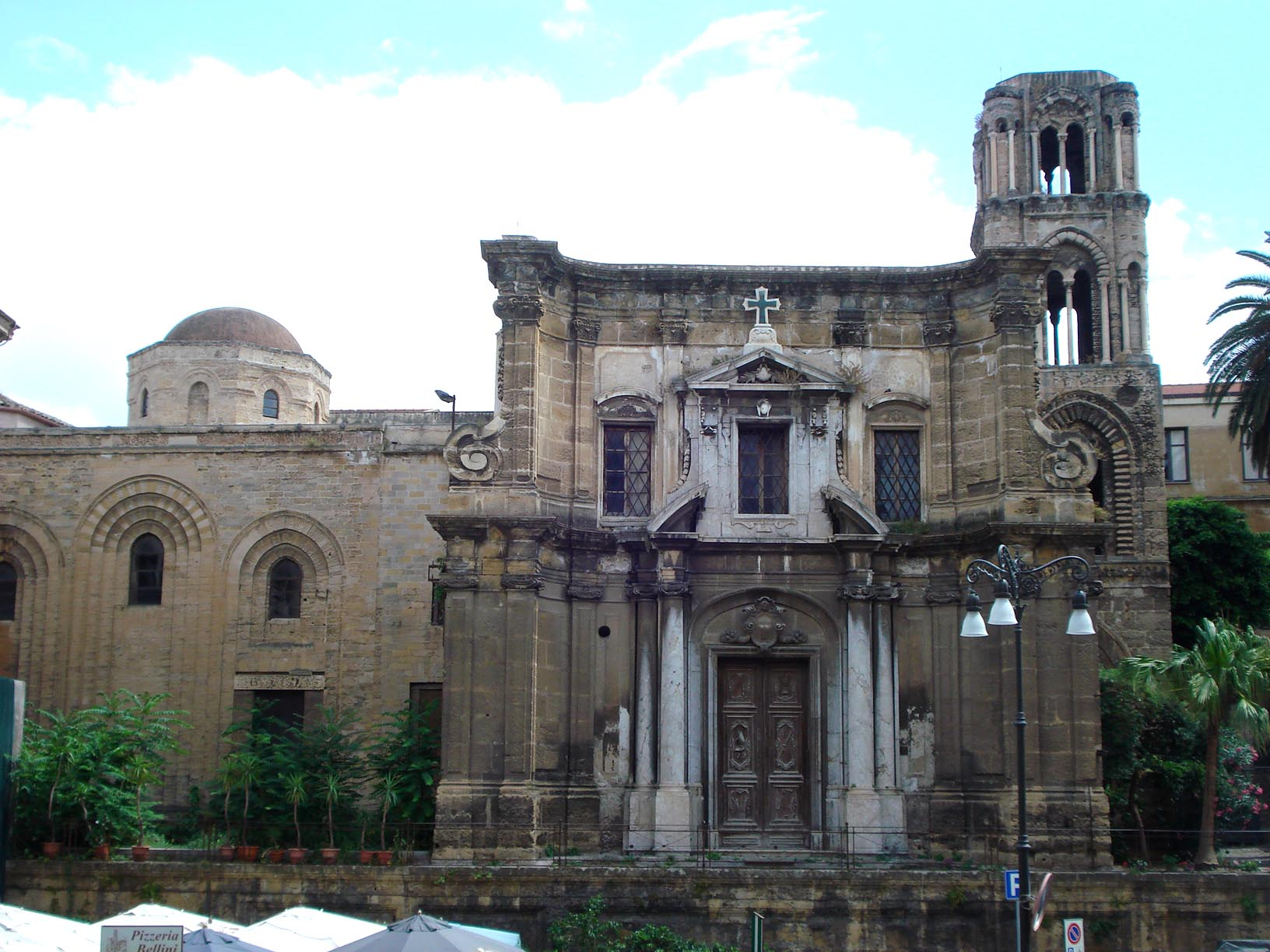
Северный фасад (со стороны Пьяцца Беллини): слева — часть фасада XII века, справа — барочная часть XVII века.

Несмотря на последующие барочные привнесения, для знатоков византийского зодчества Марторана представляет собой «уникальное достижение, причём не только в Палермо и во всей Сицилии, но и в средиземноморском мире в целом». Отличие памятника от других произведений арабо-норманнского стиля в том, что исламские влияния здесь были не просто наложены на византийскую первооснову, но обогащены самыми последними веяниями в византийской архитектуре. На момент своего освящения Марторана должна была казаться приезжим из Константинополя весьма «современным» зданием. Марторана донесла до нас такие архитектурные детали (например, сдвоенный барабан), представление о которых невозможно получить из памятников Константинополя и других крупных центров империи, к которым судьба оказалась менее благосклонной, чем к Палермо.
Степень арабского влияния на архитектурный облик Мартораны дискуссионна. Так, Дж. К. Арган убеждён, что «арки на высоких устоях и декор носят арабский характер». Павел Муратов считал Марторану произведением «полугреческим», однако и его пленил осколок более раннего периода — «великолепная резная арабская дверь, которая попала туда, может быть, случайно».

### Северный фасад (пьяцца Беллини) и купол
Первоначальный облик сохранили только южный (выходит во внутренний двор, недоступный обычным посетителям) и частично северный (в его восточной части) фасады Мартораны. Они сложены из прямоугольных каменных блоков (ашларов) и украшены тремя глухими арками (из которых центральная — выше крайних) с маленьким окном в верхней части каждой арки. Стена завершается карнизом, сложенным из меньших по размеру ашларов, содержащих по одной греческой букве. Поскольку значительная часть первоначальных фасадов (полностью западный и апсида, частично северный) перестроена, полный текст надписи на карнизе не сохранился, но предположительно восстановлен исследователями: «Тебе, о Владычице, Богородице и Святая Дево, я, Георгий, раб Твой, благоговейно посвящаю сей храм как недостойный дар за множество милостей, которыми Ты облагодетельствовала меня».
Полусферический купол, венчающий средокрестие Мартораны, покоится на восьмиугольном барабане, стоящем на квадратном основании. Каждая сторона квадрата и правильного восьмиугольника содержит по одному маленькому окну, чем обеспечивалось достаточное освещение мозаик купола. В XVI—XVII веках эти окна были заложены, что погрузило купол во тьму; Джузеппе Патриколо в ходе реставрации 1870—1873 годов открыл часть из них и восстановил естественное освещение мозаик.
Западная часть северного фасада представляет собой барочную конструкцию, полностью закрывшую неудачную двухуровневую пристройку 1588 года. Этот фасад был сооружён в XVII веке по проекту модного на тот момент архитектора Андреа Палма. Типичный барочный фасад оживлён сложным порталом (замкнутый между двумя колоннами портал завершается треугольным тимпаном; этот тимпан разорван посередине окном, которое, в свою очередь, накрыто меньшим по размерам вторым треугольным тимпаном, увенчанным крестом), являвшимся до реставрации 1870—1873 годов основным входом в церковь. Тем не менее, исследователи считают этот фасад не представляющим интереса с архитектурной точки зрения.

### Кампанила

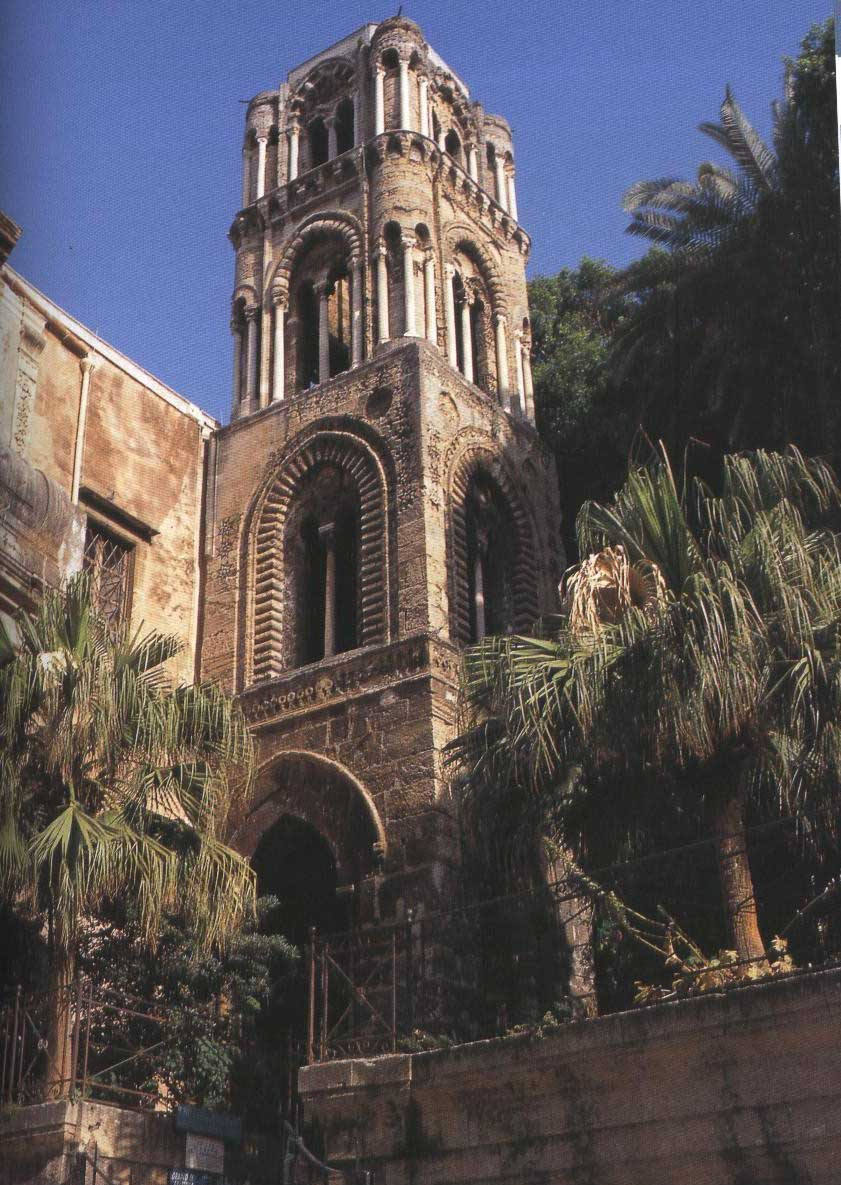
Кампанила Мартораны.

Четырёхъярусная, типично романская кампанила Мартораны, завершённая, предположительно, в 1184 году отдельным куполом, представляет собой явление, для византийской архитектуры вовсе не характерное. Долгое время первой звонницей в византийском мире считалась надстройка над нартексом собора св. Софии, выполненная католическими прелатами в годы латинского владычества в Константинополе. Колокольня Мартораны предшествует этой постройке, что вовсе не опровергает предположения о том, что идея колокольни пришла в византийский мир с запада. Стилистические особенности капителей кампанилы позволяют предположить, что её строители, будучи носителями западных архитектурных идей, прибыли на Сицилию с востока — из Иерусалимского королевства крестоносцев.
Благодаря использованию различных архитектурных приёмов строители добились иллюзии необычайной лёгкости, утончённости и устремлённости ввысь кампанилы:
- Первый ярус кампанилы, через который после реставрации 1870—1873 годов обустроен основной вход в церковь, сложен из крупных каменных блоков (ашларов) и содержит три больших арки, каждая из которых ограничена двумя тонкими колоннами.
- Второй ярус кампанилы, совмещённый с галерей второго яруса церкви, сложен из ашларов того же размера, что и первый ярус, и имеет три окна-бифоры (двойное окно, разделённое тонкой колонной), заключённые в украшенные геометрическим узором арки.
- Третий ярус гораздо меньше по площади, чем два предыдущих, сложен из меньших ашларов и содержит четыре окна-бифоры, каждое из которых заключено между двумя тонкими колоннами. Кроме того, углы скруглены, и в каждом из них обустроена ниша, украшенная тремя колоннами. Итого, на третьем ярусе находится 24 колонны.
- Четвёртый ярус в архитектурном плане повторяет предыдущий, но ниже по высоте и украшен сложным резным карнизом, который, возможно плавно переходил в барабан купола, разрушенного землетрясением 1726 года и так и не восстановленного[24].

Итого, кампанила украшена 11 окнами-бифорами, 8 угловыми нишами, 57 тонкими колоннами, полихромной инкрустацией. Переход из кампанилы к стоящей позади неё паперти был разобран в 1588 году по настоянию аббатисы Леоноры Болоньи, а в 1726 году землетрясение обрушило её навершие, в результате чего высота сооружения снизилась с 25 до нынешних 22 метров. Первая на Сицилии столь сложная в архитектурном плане кампанила Мартораны породила множество подражаний, среди которых самыми известными являются четыре угловых башни собора Палермо.
Первоначальный восточный фасад Мартораны с тремя выступающими апсидами претерпел значительные искажения в 1683—1686 годах: главная апсида была разрушена и заменена большой прямоугольной капеллой с куполом, частично закрывшей наружные стены и двух оставшихся апсид. К тому же построенные позднее соседние здания почти вплотную примыкают к Марторане, так что эта часть церкви не представляет интереса с точки зрения исследователей.

## Интерьер церкви XII века

### Общий обзор
Первоначальная церковь образца XII века представляла собой в плане греческий крест с тремя апсидами, притвором и двором. Историко-культурную ценность представляет именно первоначальная (центральная) часть церкви с куполом, украшенная византийскими мозаиками. Разрушенная в 1683—1686 годах центральная апсида была предположительно украшена мозаикой, но её содержание может быть восстановлено только гипотетически. Ещё более гипотетическим является возможное украшение мозаикой утраченных в 1588 году стены между церковью и притвором, а также самого притвора.
Мозаики Мартораны были выполнены приглашёнными византийскими мастерами либо их сицилийскими учениками в промежутке между строительством храма (1143) и смертью ктитора (1151). Таким образом, эта работа была исполнена одновременно с мозаиками собора Чефалу и первыми мозаиками Палатинской капеллы. Существующие различия между мозаиками трёх церквей и сравнительно короткий период времени исполнения работы показывает, что в Чефалу, Палатинской капелле и Марторане трудились разные мастера. В мозаиках Мартораны иерархическое начало искусства предшествующего периода (до эпохи Комнинов) отходит на второй план, уступая место гуманизации образов, проявляющейся в особой утончённости линий, появлении «нот интимности и психологической выразительности». Более камерная, по сравнению с королевскими соборами, трактовка христианской тематики объяснима частным характером данного заказа.
В отличие от мозаик Палатинской капеллы и Чефалу, работа над которыми продолжались в последующие эпохи, изображения Мартораны сохранились в первоначальном виде и поэтому считаются древнейшими из византийских мозаик на Сицилии. Специалист по византийской мозаике Отто Демус отмечает:
«Умельцы, украшавшие церковь, построенную адмиралом, приспосабливались к уютной, домашней атмосфере домашней церкви, упрощая свои образцы, и достигли самого совершенного очарования, какое только можно обнаружить среди сохранившихся образцов средневекового декора на итальянской земле. Их достижения вовсе не умаляют того факта, что иногда они следовали примеру своих сотоварищей, трудившихся в двух королевских церквях. Они создали квинтэссенцию всего нежного, чарующего и уютного в великом искусстве комниновских мозаик»
.
Совершенно противоположное впечатление произвели мозаики на русского искусствоведа «серебряного века» Павла Муратова, который увидел на «полугреческих» стенах Мартораны одно «уродство», до которого дошло «огрубевшее византийское искусство» в век своего упадка, при отмирании арабских вкусов и приёмов:

Декоративное воображение тамошних мозаичистов не пошло дальше сплошного золотого фона, на котором редко разбросаны плохие фигуры. Колористическое чувство как будто совсем исчезло. Нет ни одного чистого или глубокого цвета, но только тускло-зелёный, грязно-коричневый, неполный синий и неприятный белый. Как во всяком стареющем искусстве, замечается любовь к мелочным подробностям и ненужное разукрашивание частностей. Внимание мозаичистов ушло в сандалии, митры, далматики, составленные из многих цветов, среди которых, однако, нет ни одного настоящего цвета.— Павел Муратов. «Образы Италии» (1911).
Украшение церкви мозаиками было выполнено по хорошо продуманной программе: среди них много смысловых и композиционных пар; ось «запад-восток», проходящая через центр средокрестия, является в определённом смысле осью симметрии. В связи с этим общий массив мозаик может быть условно разбит на несколько циклов: мозаики купола, северной и южной частей, восточного рукава и западного рукава, а также донаторские мозаики.

### Мозаики купола

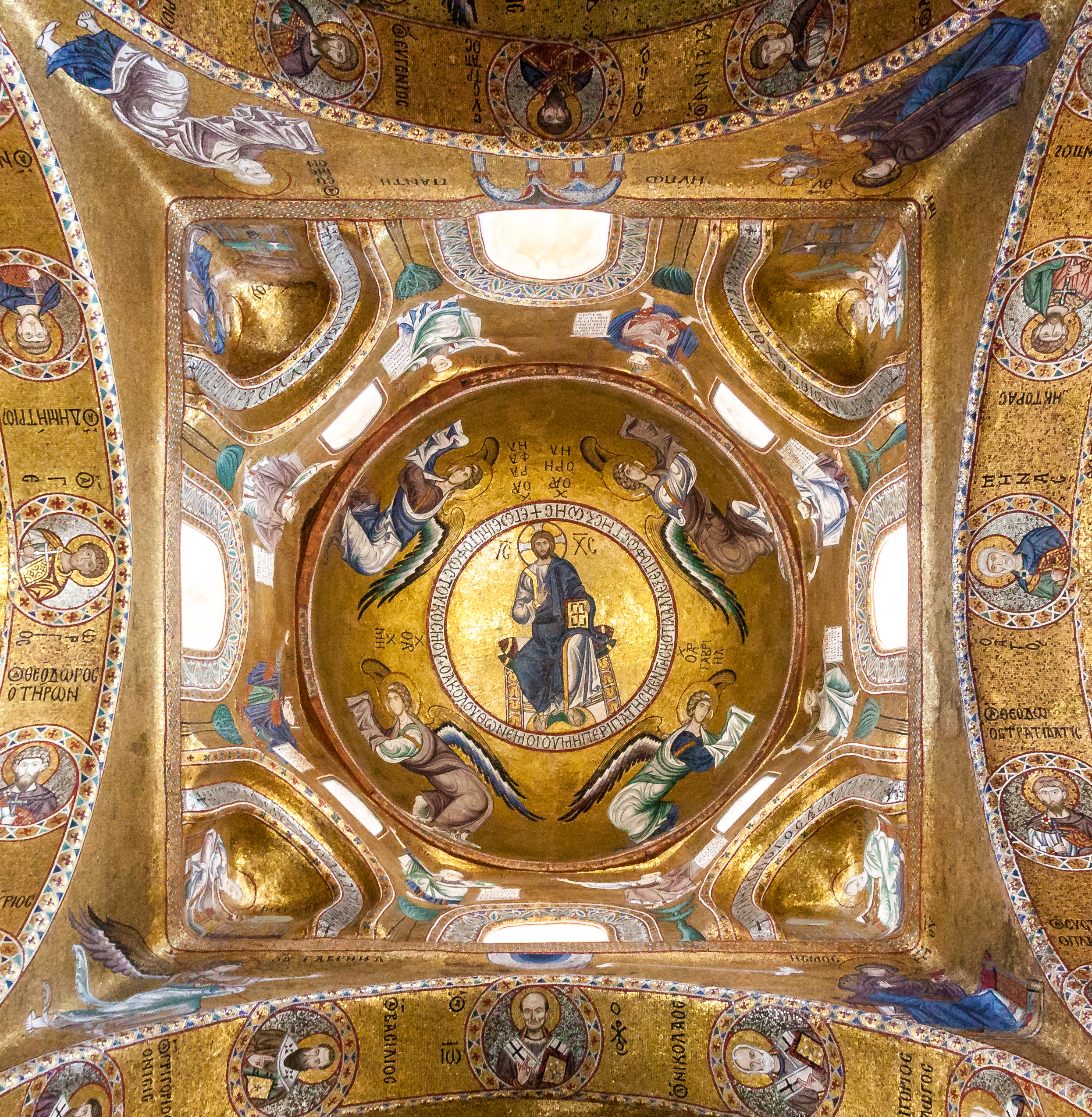
Христос Пантократор с архангелами в куполе Мартораны.

В куполе Мартораны находится мозаика в форме медальона, изображающая Христа Пантократора (Вседержителя) в окружении четырёх архангелов — Михаила, Гавриила, Рафаила и Уриила. Следуя иконографическому образцу, мозаичисты изобразили Христа в царских одеждах сидящим на престоле, его левая рука держит закрытое Евангелие, а правой рукой Спаситель благословляет молящихся. По краю медальона идёт греческая цитата из Евангелия: «Я свет миру; кто последует за Мною, тот не будет ходить во тьме, но будет иметь свет жизни» (Ин. 8:12).
Гораздо большим несоответствием, даже карикатурой, выглядят фигуры архангелов. Демус называет эти фигуры «калеками и карликами». Изображая в куполе вознесшегося Христа, византийские мастера обычно окружали престол коленопреклонёнными ангелами. В такой позе, даже с учётом антиперспективных поправок, фигуры ангелов были совершенными. В Марторане мозаичисты изобразили архангелов предстоящими Христу, а не коленопреклонёнными. С учётом реального размера купола фигуры архангелов оказались недопустимо коротконогими. Подобный промах показывает, что мозаичисты Мартораны необдуманно копировали знакомые им византийские образцы без учёта иного иконографического контекста. С другой стороны, благодаря этому промаху, Христос Вседержитель с архангелами, представленный в Марторане, является уникальным и легко узнаваемым.
Ниже архангелов, уже на стенах восьмиугольного барабана изображены восемь ветхозаветных пророков и праведников: Моисей, Давид, Исаия, Иеремия, Илия, Елисей, Даниил и Захария. Пророки представлены в позе ораторов с поднятой правой рукой и развёрнутым книжным свитком в левой. Ещё ниже, в нишах, образованных тромпами, изображены евангелисты Матфей, Марк, Лука и Иоанн Богослов, каждый из которых сидит перед аналоем, на котором возложено соответствующее Евангелие. Эти фигуры, долгое время скрытые в полумраке купола, стали отчётливо видны после реставрации конца XIX века, в результате которой также были восстановлены оконные проёмы в куполе.
Вдоль основания купола, отделяя ряд архангелов от пророков, тянется узкий деревянный фриз. В ходе реставрации в 1871 году было обнаружено, что по фризу вырезан текст, часть которого хоть и утеряна, но легко восстанавливается по контексту (восстановленные фрагменты указаны в скобках): «ICXC. Во имя Отца, и Сына, и Святого Духа. Свят, свят, (свят) Господь Саваоф. Исполнены небо и земля (славы Твоей. Осанна в вышних. Благословен Грядущий) во имя Господне. Осанна в вышних. Поклоняемся Тебе, славословим Тебя, благодарим Тебя ради великой Твоей славы. Господи Боже, Царь Небесный, Боже (Отче Вседержитель, Господи), Единородный (Сын) Иисус Христос и Святый Дух. Господи (Боже, Агнец Божий, Сын Отца, взявший) грехи мира, (помилуй нас. Взявший) грехи мира, прими молитву нашу». Таким образом, надпись представляет собой сочетание Санктуса и начала Великого славословия, из православного богослужения. Несмотря на то, что эти гимны несомненно исполнялись в храме по-гречески, текст их вырезаны на арабском языке. Арабский язык греческих гимнов может быть объяснён как сирийским происхождением создателя церкви Георгия Антиохийского, так и тем, что фриз мог быть выполнен плотниками из числа арабов-христиан.

### Мозаики восточного рукава

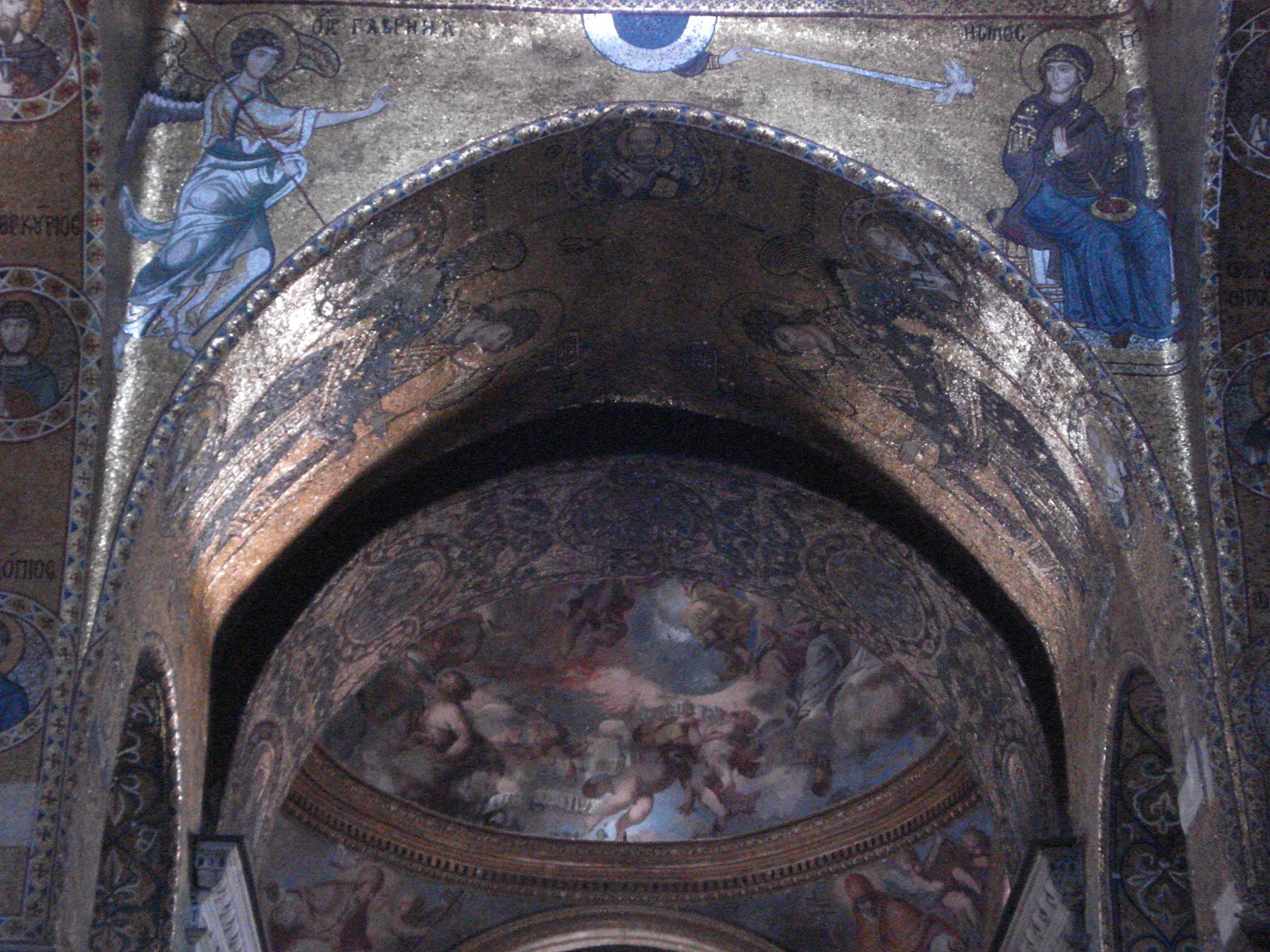
Благовещение — в триумфальной арке.

Вход в восточную часть храма, которая ранее завершалась главной апсидой, оформлен в виде триумфальной арки. Та сторона арки, которая обращена к западу, представляет взгляду динамичную сцену Благовещения. Изображённый слева Гавриил простирает руку к расположенной в центре арки небесной сфере. Оттуда, продолжая линию руки архангела, исходит луч света с белым голубем, летящим навстречу Марии, изображённой в правой части арки. При этом и Гавриил, и Мария изображены вполуоборот, то есть они смотрят и друг на друга, и на молящихся. Ещё большую выразительность сцене придаёт окно, расположенное прямо над небесной сферой, из-за чего вся картина оказывается пронизанной светом. Такое изображение Благовещения в триумфальной арке показалось настолько удачным сицилийским мозаичистам, что было повторено в Палатинской капелле и соборе Монреале.
На нижней поверхности триумфальной арки в медальонах представлены семь мозаичных портретов почитаемых святителей (справа налево) : Афанасия, Григория Богослова, Николая, Иоанна Златоуста, Василия Великого, Григория Нисского и Кирилла. Все они наделены индивидуальными чертами; так, например, Кирилл выделяется своим изумлённым взором.
Тема поклонения ангелов продолжается на сводах восточного рукава, где в роскошных одеяниях византийских сановников и с жезлами в руках представлены архангелы Михаил и Гавриил (их изображения размещены симметрично относительно оси «восток-запад»). Лики архангелов обращены к востоку, что позволяет предположить, что в самой апсиде, уничтоженной в 1683—1686 годах также были мозаичные изображения. Поскольку церковь была посвящена Богородице, принято считать, что в главной апсиде была изображена именно Она (с Младенцем в руках или в позе «оранта»). Расположение изображения Богородицы в центре главной апсиды, предполагаемое в Марторане, косвенно подтверждается аналогичными композициями в соборах Чефалу и Монреале.

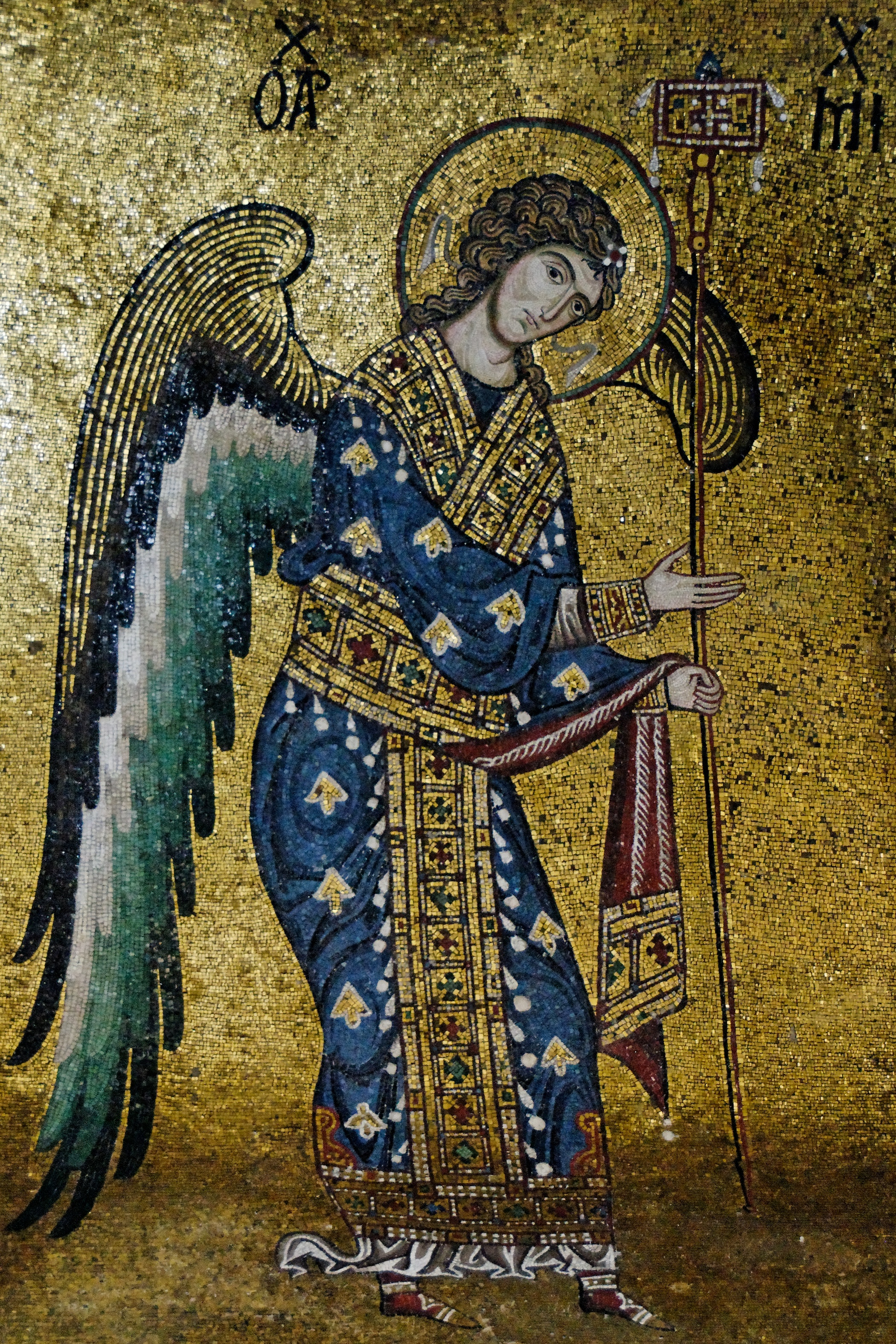
Архангел Михаил
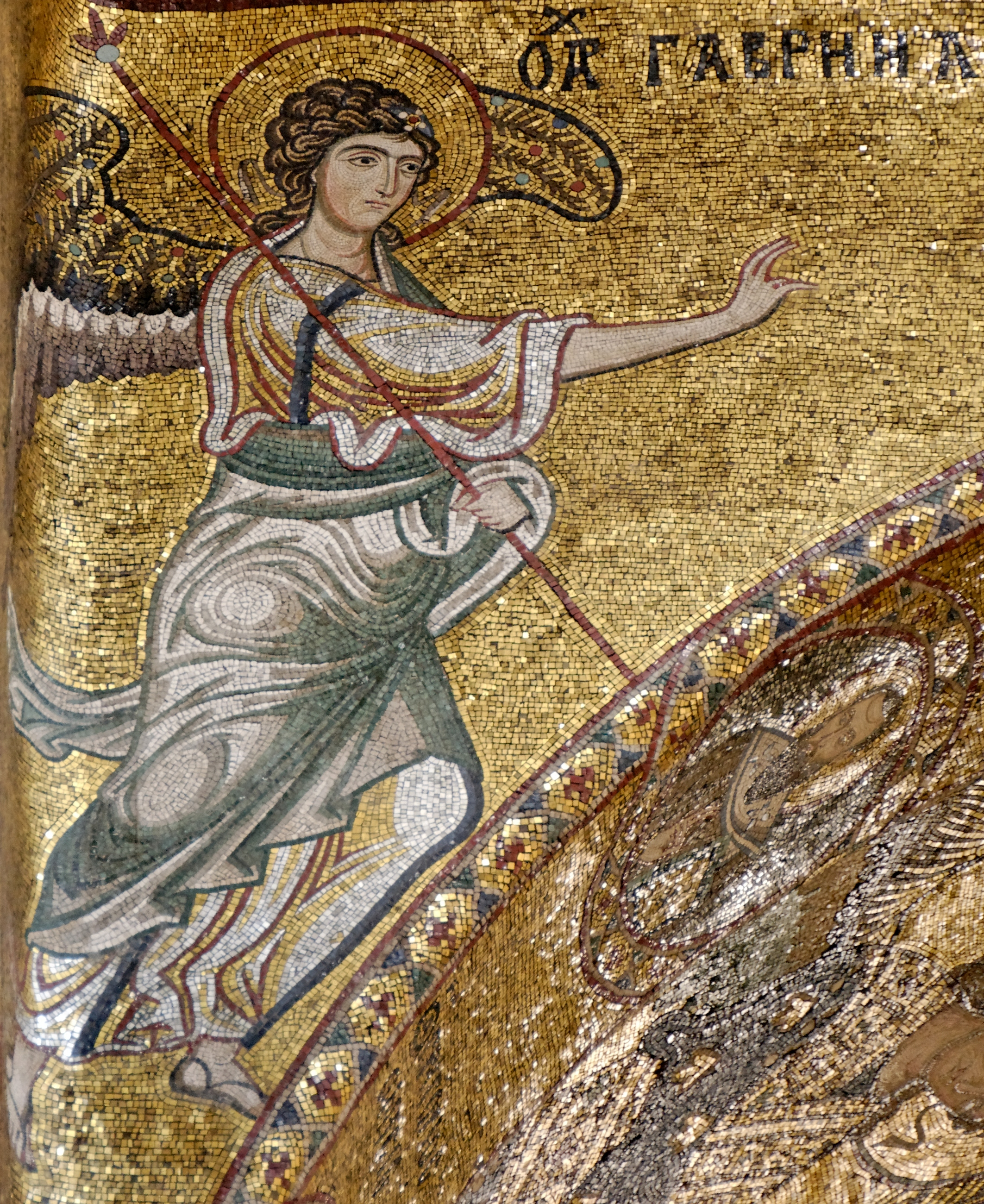
Архангел Гавриил
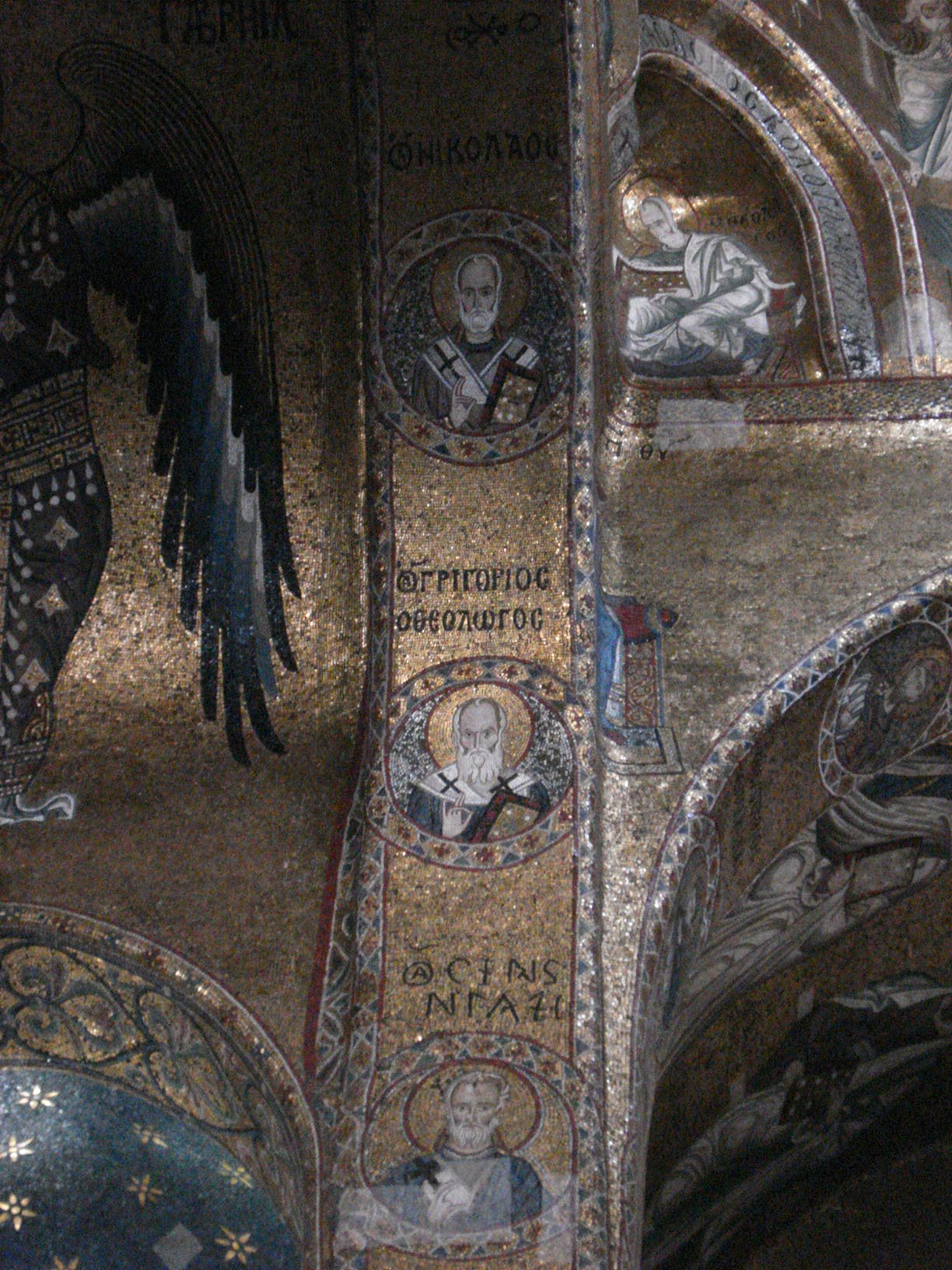
Святители Николай, Григорий Богослов и Афанасий

### Мозаики западного рукава

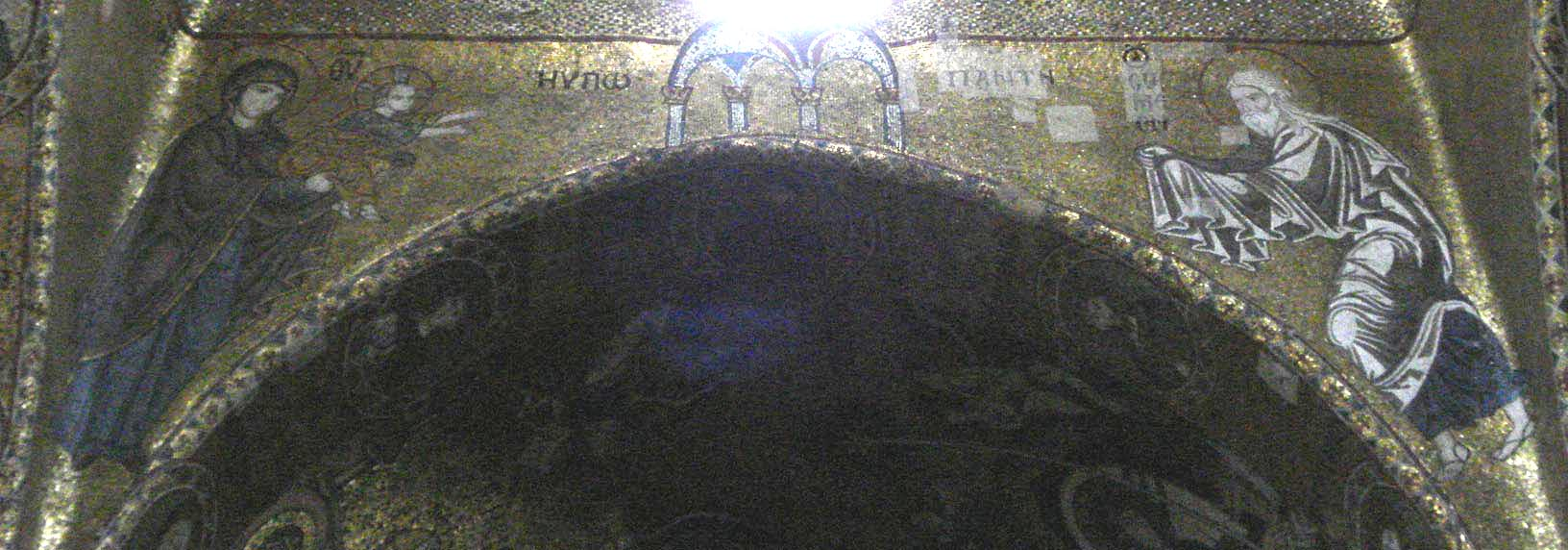
Сретение — мозаика входной арки.

На обращённой к востоку стороне входной арки, то есть напротив Благовещения триумфальной арки, находится мозаика, представляющая Сретение Господне. В композиционном плане эта мозаика является парной к Благовещению: с одной её стороны изображён праведный Симеон, простирающий руки к Храму, символически представленному в виде колоннады в верхней части арки. С другой стороны арки Младенец, сидящий на руках Богородицы, точно так же протягивает руки к Храму. Таким образом, Симеон и Христос, стремящиеся в Храм, одновременно рвутся друг к другу, что придаёт мозаике динамичность.
Изображения Христа и Богородицы связывают в единое смысловое целое сцену Сретения и две мозаики, помещённые на сводах западного рукава Мартораны. На этих двух последних мозаиках представлены Рождество Христово и Успение Богородицы, которые размещены симметрично относительно оси «восток-запад» и по своей композиции являются парными. Обе они исполнены в соответствии с восточно-христианской, а не западной традицией, что ещё раз подтверждает авторство именно греческих мастеров.
В сцене Рождества Богородица изображена в вертепе, опирающаяся на гору, что указывает на известное пророчество Даниила о «горе несекомой» (Дан. 2). Обеими руками Она поддерживает Младенца, лежащего в яслях, на которого падает луч Вифлеемской звезды. Сцену окружают ангелы и пастухи; есть здесь вол и осёл. В левой нижней части изображён Иосиф, в правой — две служанки готовят купель для Младенца.
На мозаике Успения Богородица изображена дважды: Её тело лежит на смертном одре, а душа в виде спелёнутого младенца находится в руках Христа, передающего Её ангелам. Одр окружают апостолы и ученики (по семь у головы и ног; один — очевидно, Иоанн Богослов — приник к груди Марии), среди них по характерным чертам легко узнаются Пётр и Павел. Богомладенец на руках Марии в сцене Рождества и младенец (душа Богородицы) в руках Христа во второй сцене тесно композиционно связывают обе мозаики.
Изображениями Рождества Христова и Успения Богородицы обрывается праздничный цикл мозаик Мартораны. В случае, если стена между церковью и притвором, а также стены самого притвора (уничтоженные в 1588 году) были ранее украшены мозаиками, они, исходя из смыслового и композиционного единства, должны были продолжать этот цикл. Ввиду отсутствия каких-либо сведений о ранее существовавших прочих мозаиках, все предположения обречены, тем не менее, оставаться гипотезами.
Нижняя поверхность входной арки, как и ранее описанной триумфальной, содержит семь мозаичных портретов. В данном случае это — мученики (слева направо): Иоанн, Авксентий, Орест, Евстратий, Евгений, Мардарий и Павел. Иоанн и Павел являются, скорее всего, римскими мучениками IV века; пятеро остальных пострадали в Севастии Арменской при Диоклетиане.

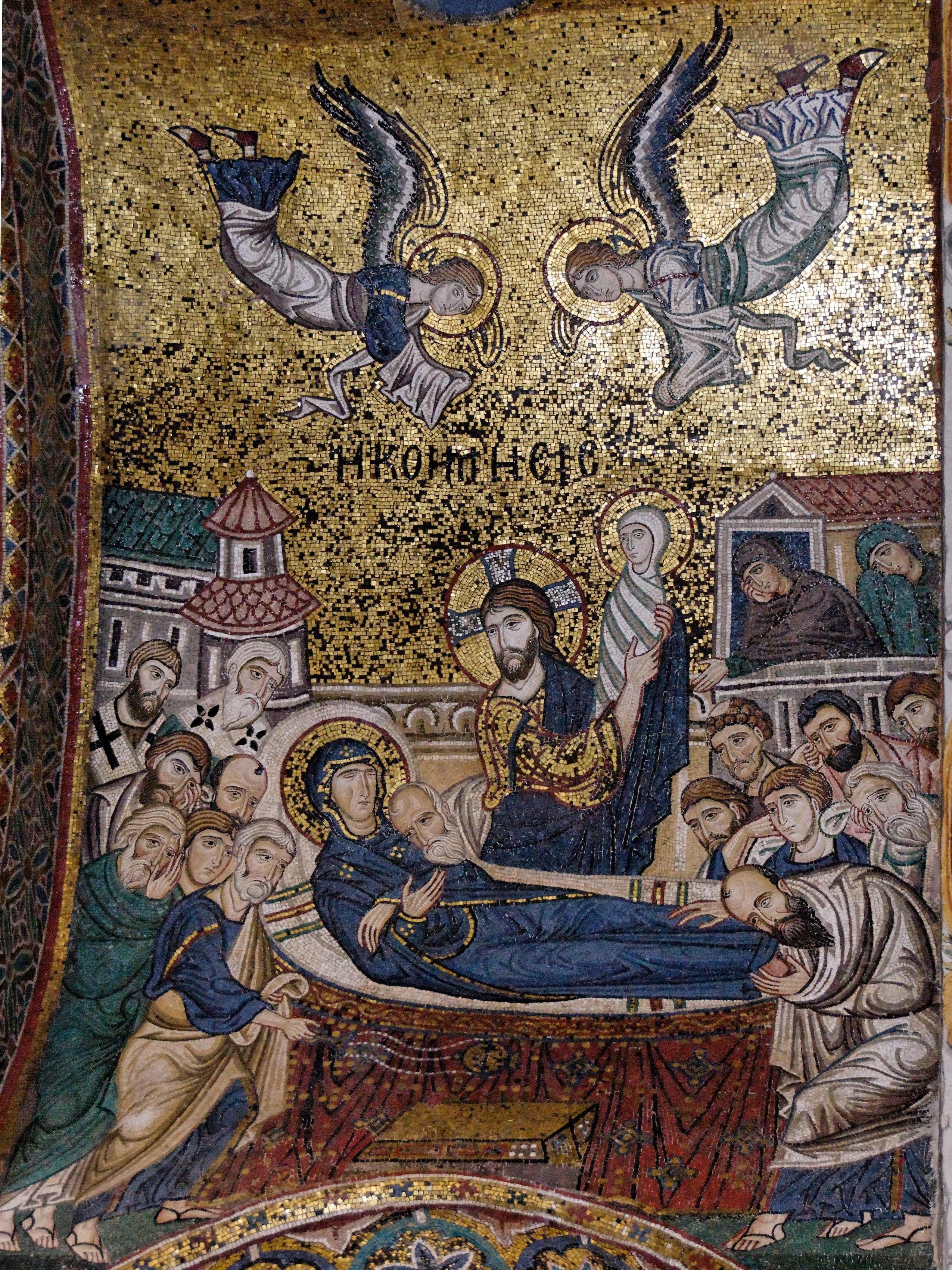
Успение Богородицы.
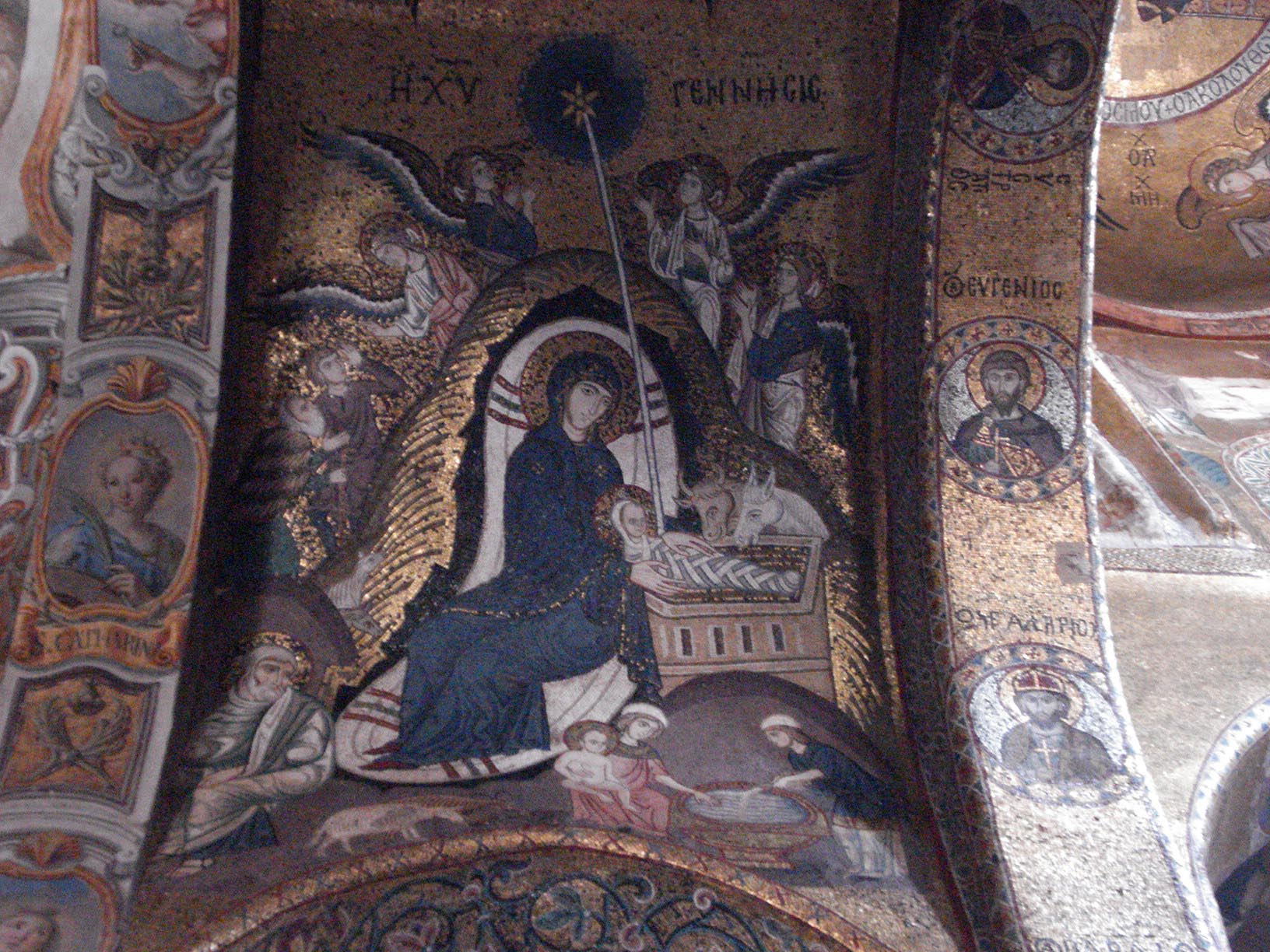
Рождество Христово.
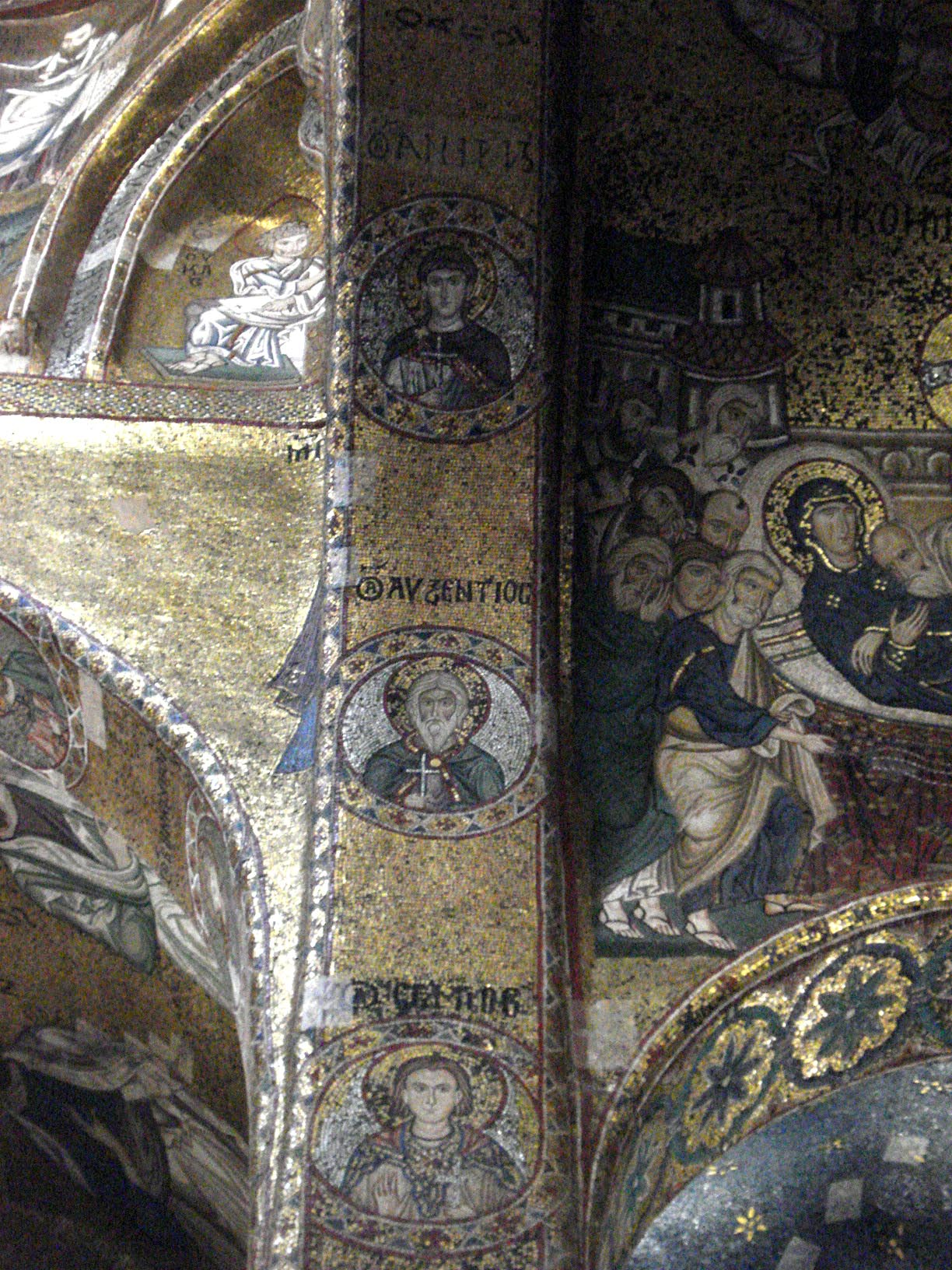
Мученики Орест, Авксентий и Иоанн.

### Мозаики северной и южной части церкви
Продуманность и симметрия мозаичного оформления северной и южной частей (включают в себя одноимённые рукав креста и апсиду) Мартораны может быть проиллюстрирована таблицей:
| Местоположение мозаики                          | Северная часть | Южная часть |
| ----------------------------------------------- | --- | --- |
| апсида                                          | Святой Иоаким | Святая Анна |
| своды рукава                                    | Попарно Апостолы Пётр и Андрей, Фома и Филипп (все изображены в полный рост)                                                                               | Попарно апостолы Павел и Иаков, Симон Зилот и Варфоломей (все изображены в полный рост)                                                |
| нижняя поверхность арки, ведущей в средокрестие | Семь великомучеников: Прокопий, Меркурий, Феодор Тирон, Георгий Победоносец, Димитрий Солунский, Нестор и Артемий (все — поясные изображения в медальонах) | Семь великомучеников: Флор, Евстафий Плакида, Феодор Стратилат, Мина, Виктор, Викентий и Лавр (все — поясные изображения в медальонах) |
| наружная стена церкви                           | Бессребреники Косма, Пантелеимон и Дамиан (утрачены, известны по документам)                                                                               | Бессребренники Кир, Ермолай и Иоанн (крайние — в полный рост, средний — поясное изображение в медальоне)                               |

Иконография мозаик, изображающих апостолов, безупречно греческая, а преобладающий фон их — золотой. Впрочем, Отто Демус отмечает, что фигуры апостолов Мартораны повторяют размерами свои прототипы из Чефалу. Но, в отличие от Чефалу, где апостолы изображены в просторной апсиде, места для них в Марторане оказалось недостаточно, и они оказались «вытеснены» в рукава креста. Слишком большие для объёма Мартораны образы апостолов создают иллюзию непропорционально малого купола. Вместе с четырьмя евангелистами, изображёнными в куполе, в Марторане оказываются представленными двенадцать апостолов, хоть и не полностью совпадающие с двенадцатью первоначальными учениками Христа (нет Иакова Зеведеева, Иуды Иаковлева и Матфия, вместо них — Павел, Марк и Лука). Такой выбор характерен для византийского искусства этого времени; он же был повторён позднее в апсиде собора Монреале.

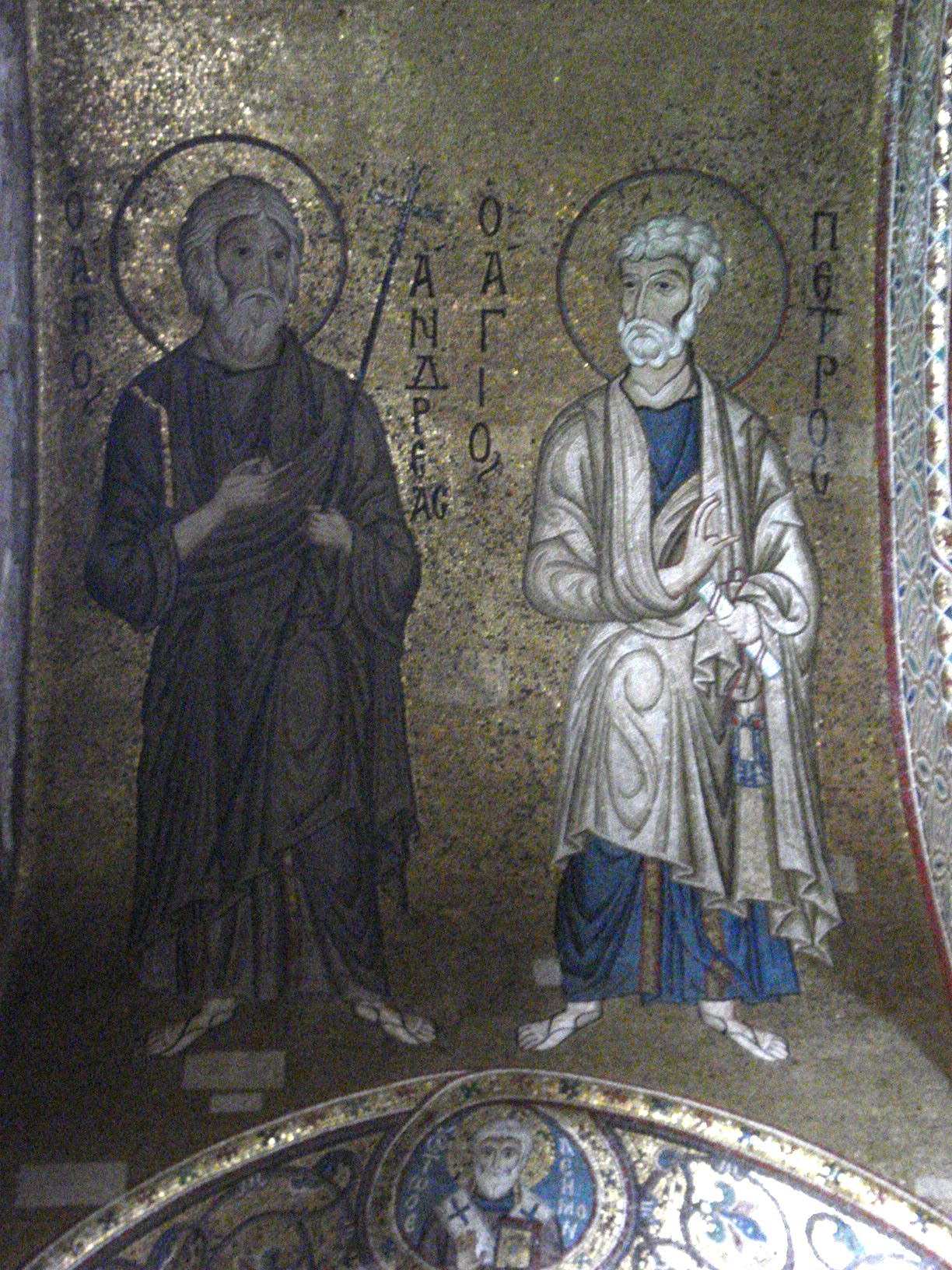
Апостолы Пётр и Андрей.
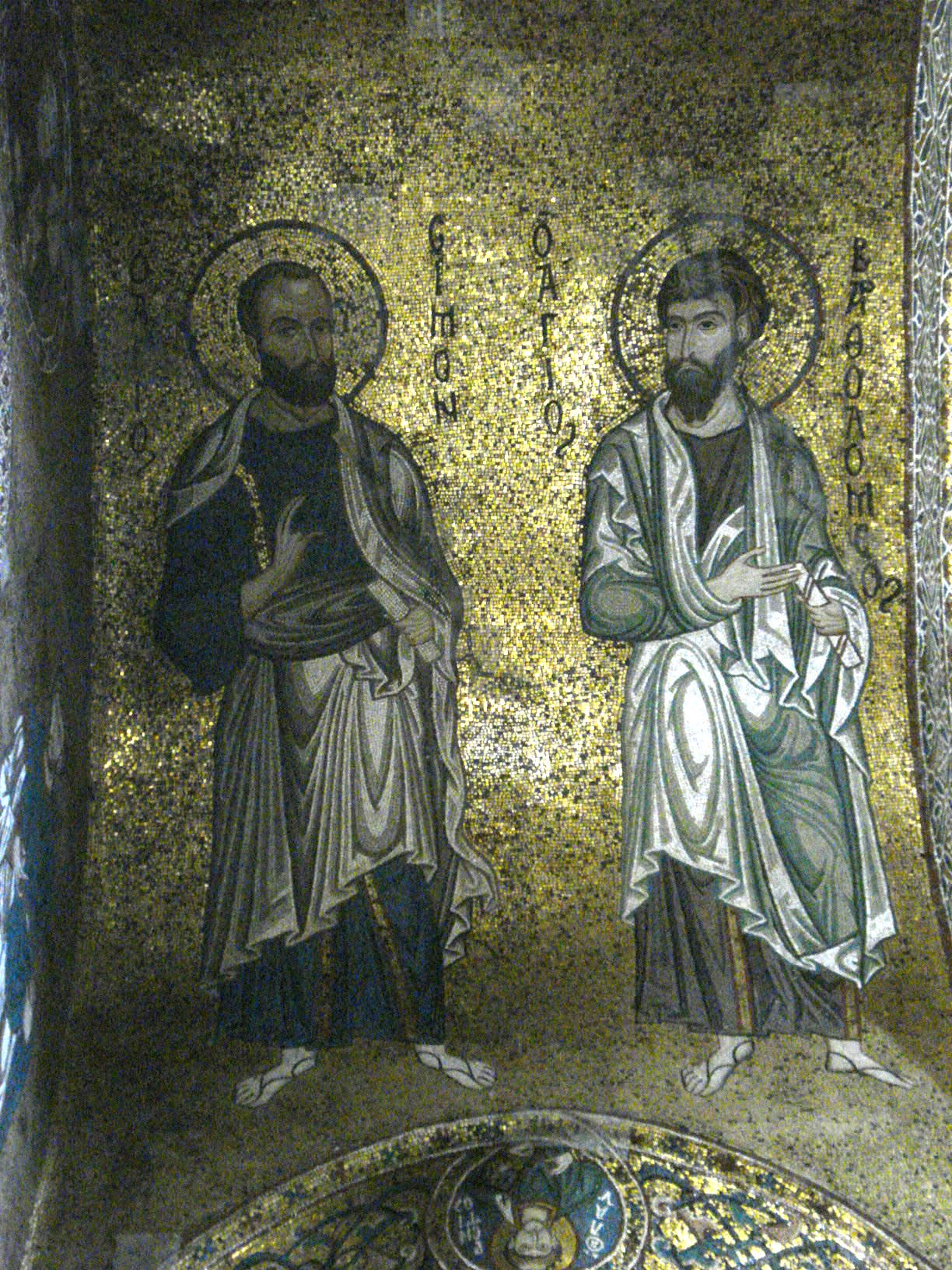
Апостолы Симон Зилот и Варфоломей.
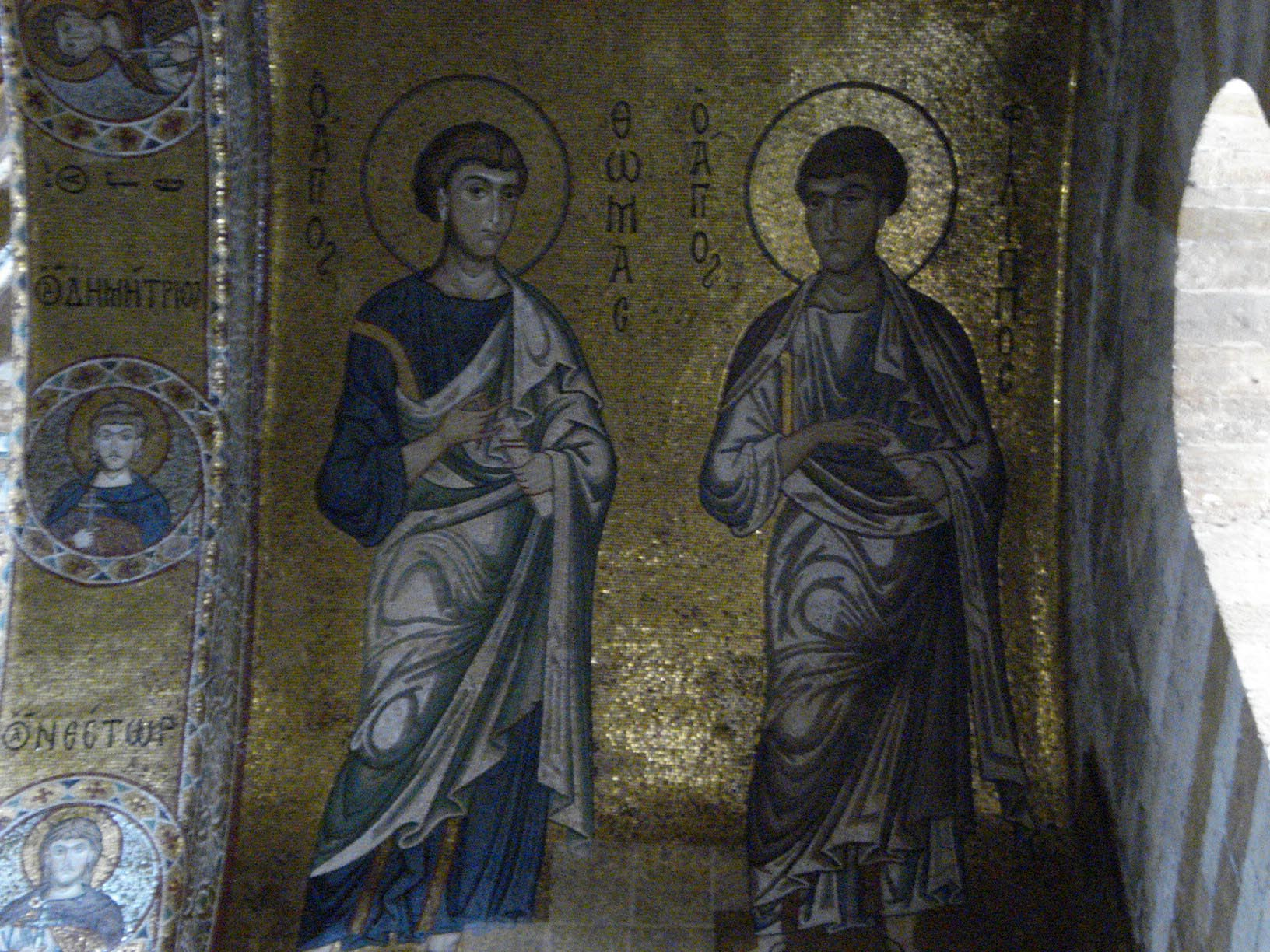
Апостолы Фома и Филипп.

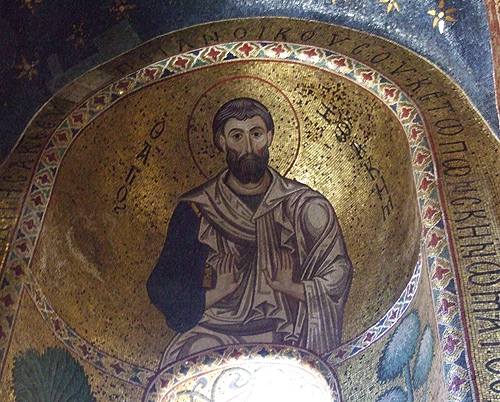
Святой Иоаким.
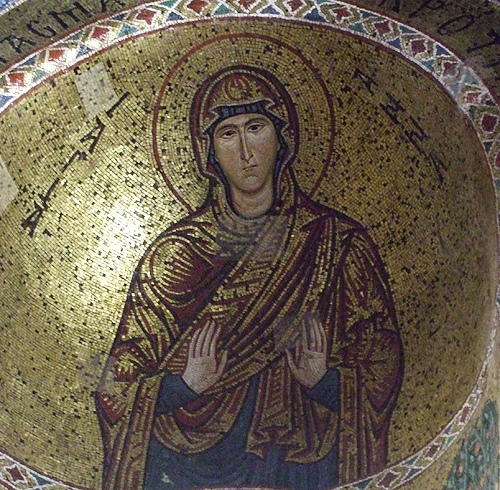
Святая Анна.
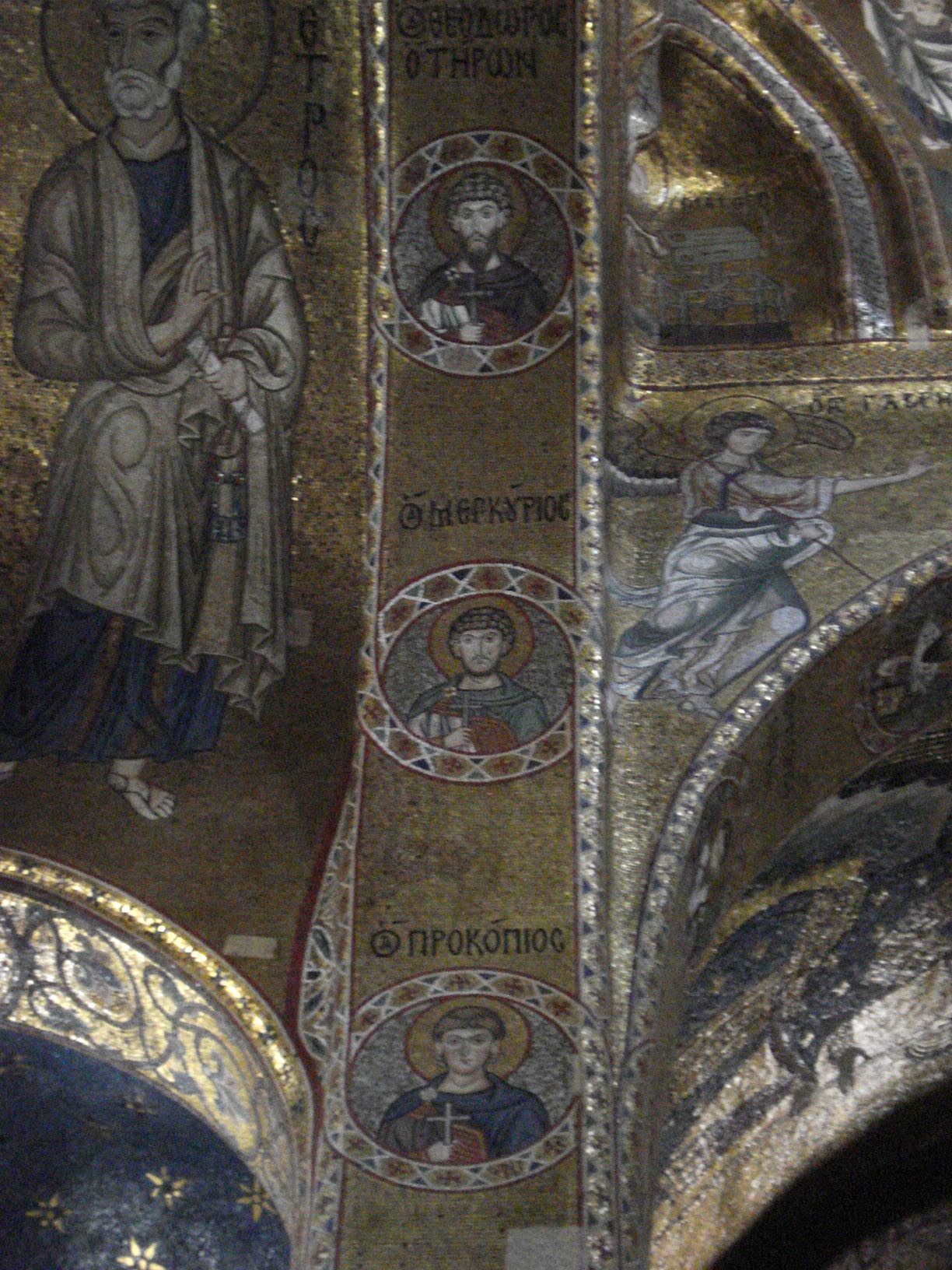
Святые Феодор Тирон, Меркурий и Прокопий.

### Донаторские мозаики

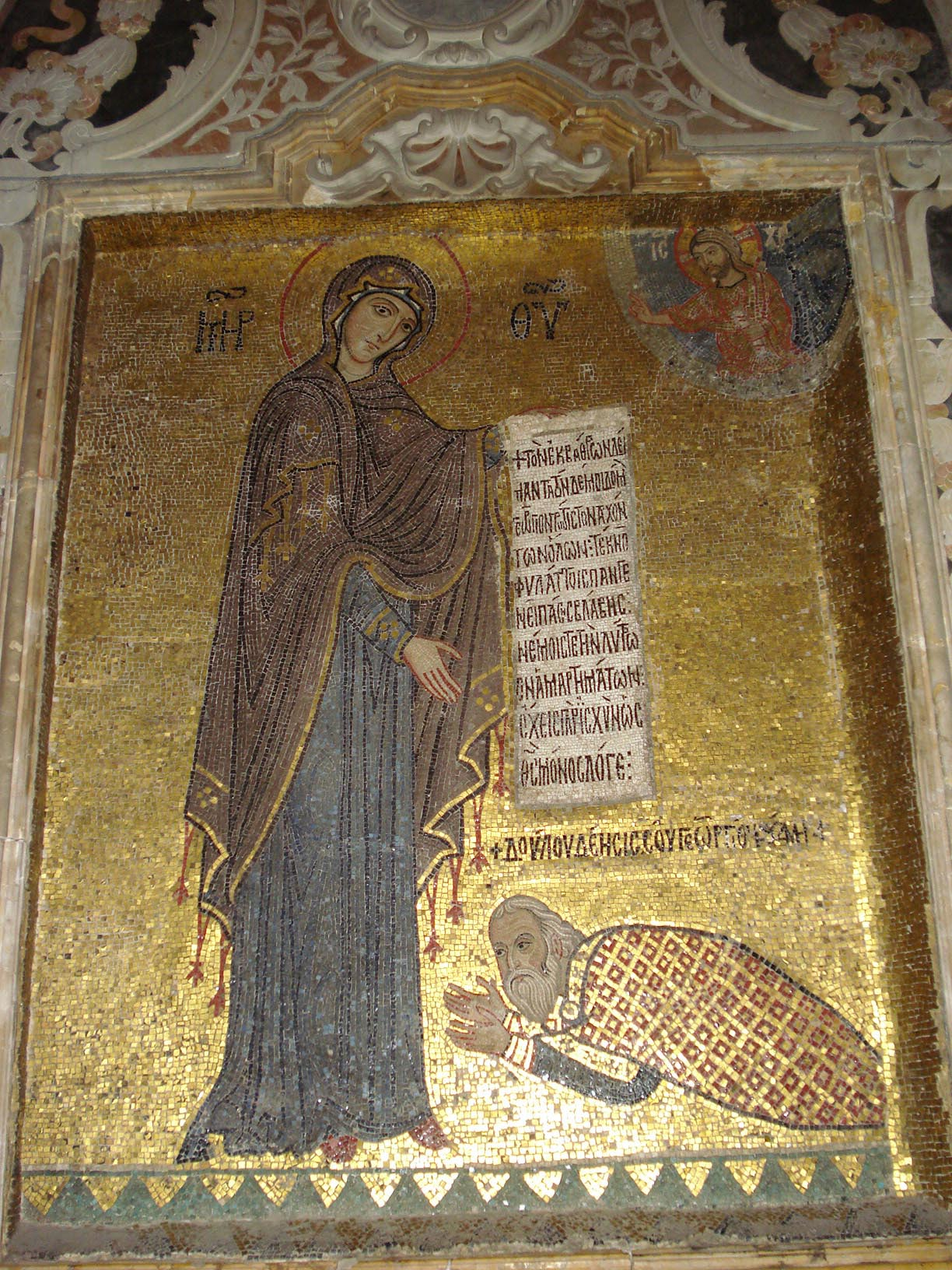
Георгий Антиохийский у ног Богородицы.

Помимо вышеописанных мозаик, выполненных по традиционным византийским образцам, в Марторане находятся две особенные мозаичные картины, на которых изображены основатели церкви — Рожер II и Георгий Антиохийский. Первоначально эти мозаики находились в притворе, а после включения его в общий объём здания стали частью интерьера храма.
В северной части бывшего притвора находится мозаика, изображающая Георгия Антиохийского у ног Богородицы. Над его головой — греческая надпись: «Молитва раба Твоего адмирала Георгия». Правая рука Богородицы обращена к лежащему ниц Георгию, жестом приглашая его подняться, а левая рука держит хартию. Хартия гласит по-гречески: «Дитя, Святое Слово, да сохранишь Ты от бедствий Георгия, первого среди архонтов, который воздвиг этот Мой дом с самого основания; и даруй ему отпущение грехов, что только Ты, Боже, властен свершить». В правом верхнем углу мозаики Христос принимает молитву своей Матери и благословляет Георгия по её молитвам. Иконография мозаики безупречно византийская. Примечательна же мозаика тем, что на ней сохранилось подлинное лицо Георгия Антиохийского; ярко выраженные портретные — не символические — черты не оставляют в этом сомнений. Неудачная реставрация XVII века исказила фигуру лежащего Георгия, сделав её похожей на черепашью.

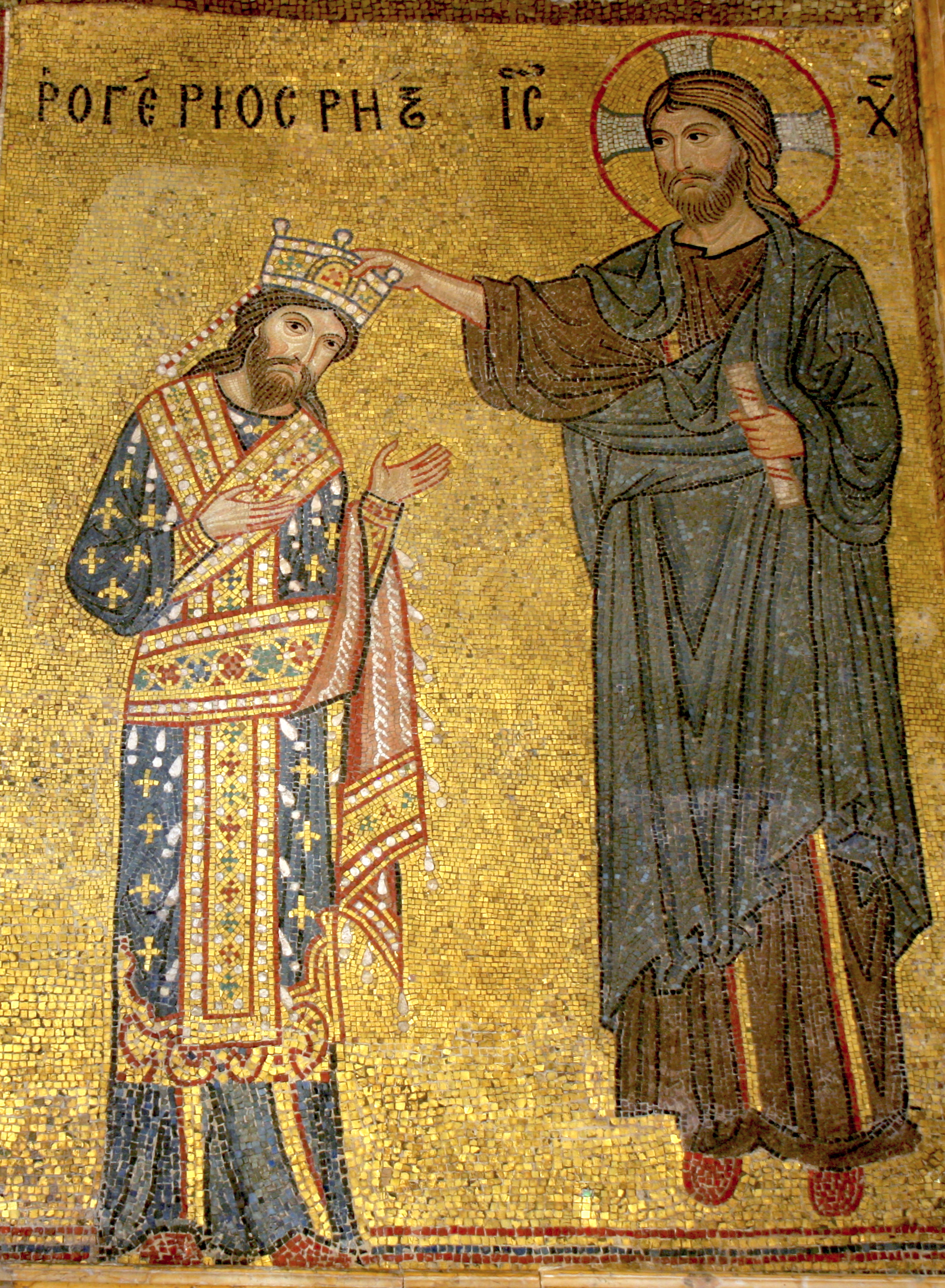
Христос коронует Рожера II.

Самым же известным изображением Мартораны является мозаика в южной части бывшего притвора, на которой Христос коронует Рожера II. Король изображён в византийских одеждах, в том числе в длинной далматике. Его корона украшена подвесками с драгоценными камнями, также по константинопольскому образцу. Склонённая чуть влево голова и простёртые ко Христу руки — также типично византийские иконографические черты. Над головой Рожера II — надпись по-гречески: Ρογεριωσ Ρεξ, то есть «Рожер король». Лицо Рожера II наделено портретными чертами, не оставляющими сомнений в том, что изображение выполнено с натуры. Если не считать мелких и условных изображений на печатях и монетах, мозаика Мартораны — единственный подлинный портрет Рожера II. Христос правой рукой возлагает корону на голову Рожера, а в левой держит свёрнутый свиток (символ Божественного закона).
Мозаика Мартораны имеет глубокий внутренний смысл для понимания характера Рожера II и его взглядов. Рожер II, католик по рождению и воспитанию, в течение всего своего царствования находившийся в конфронтации с Константинополем, благожелательно относился к своим греческим подданным, покровительствовал греческим церквям и монастырям. От сицилийских греков он впитал византийское отношение к монархии как к божественному институту, в котором не ограниченный земными законами суверен получает власть от Бога и ему одному даёт отчёт в своём управлении. Для Сицилии титул Рожера Rex являлся переводом греческого (василевс) и был наполнен тем же сакральным значением. Для своих греческих подданных Рожер II должен был являться законным преемником византийских императоров.
Поэтому на мозаике Рожер облачён в императорские византийские одежды и получает корону непосредственно из рук Христа. Такое понимание Рожером II своей власти вступает в противоречие с традиционным для средневековья западным взглядом на королей как вассалов Римской церкви. Для западного понимания было бы обосновано изобразить сцену коронования Рожера II апостолом Петром или папой как преемником апостола, тем более что Рожер II получил корону в 1130 году только в качестве вассала Святого престола. Более того, с западной точки зрения мозаика исполнена скрытой иронии, ибо на самом деле Рожер II получил королевский титул в результате закулисной сделки с антипапой Анаклетом II, не признанным более ни одним из монархов Европы. Напротив, для византийского осмысления государственной власти сцена получения короны непосредственно из рук Христа вполне оправдана. Далматика, в которую облачён Рожер, намекает также на наследственные легатские полномочия, которыми пользовались сицилийские монархи, начиная с Рожера I. Тема получения королями Сицилии власти непосредственно от Бога, минуя римского папу, получила дальнейшее развитие в соборе Монреале. В пресбитерии этого собора внук Рожера II Вильгельм II Добрый также изображён получающим корону из рук Христа.

## Барочные части Мартораны
Части Мартораны, пристроенные в 1588 и 1683—1686 годах к первоначальной церкви XII века, были украшены в XVII—XVIII веках барочными фресками. Настоятельницы монастыря, пополнявшегося в основном представительницами знатнейших фамилий Сицилии, имели достаточно средств для приглашения именитых и модных мастеров своего времени. Впрочем, фрагменты позднейшей стенописи, исполненные барочного динамизма, едва ли можно признать удачным соседством для средневековых мозаик, которые «несут на себе печать аскетической строгости и трансцендентности, несовместимые с материальными формами лепных украшений».
| Часть здания                      | Автор фресок                 | Год написания | Сюжеты |
| --------------------------------- | ---------------------------- | ------------- | --- |
| Большая капелла (итал. Capellone) | Антонио Грано (1660—1718)    | 1685          | «Триумф бенедиктинского ордена» (купол), Учителя Церкви (паруса) |
| бывший притвор                    | Виллем Борреманс (1672—1744) | 1717          | «Святой Бенедикт поклоняется Богородице с Младенцем», «Поклонение волхвов», «Бегство в Египет», «Брак в Кане Галилейской», «Обрезание Господне», «Иисус беседует с книжниками в Храме» (своды), поясные изображения святых в медальонах (колонны и нижние поверхности арок) |
| вестибюль                         | Оливио Соцци (1690—1765)     | 1744          | «Слава бенедиктинского ордена» |
| галерея (хоры)                    | Виллем Борреманс (1672—1744) | 1717 год      | «Святой Бенедикт узнаёт переодетого Тотилу», «Богородица с Младенцем возлагают венки из цветов на святого Бенедикта и святых-бенедиктинцев» |

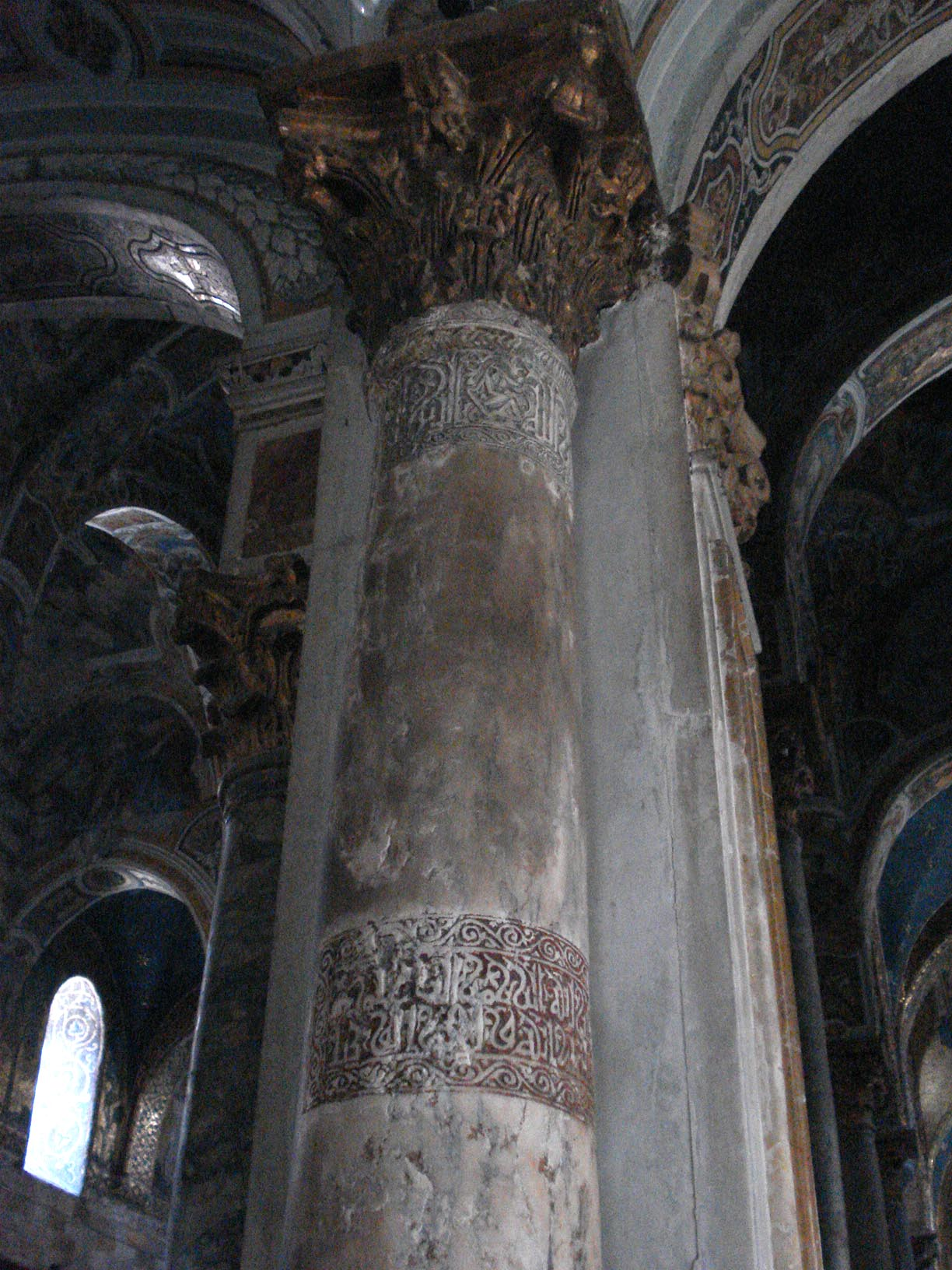
Одна из колонн вестибюля с двумя цитатами из Корана.

Даже в этих частях Мартораны, построенных гораздо позже норманнской эпохи, присутствуют арабские черты. Замеченная П. П. Муратовым южная дверь вестибюля создана арабскими мастерами XII века; предположительно, при Георгии Антиохийском она закрывала вход в церковь, но после замены притвора и двора постройкой 1588 года была перенесена на нынешнее место. Две колонны вестибюля имеют резные арабские надписи. В верхней части одной колонны вырезано: «Поистине, Аллах — с теми, которые боятся (Его)» (сура 16, стих 128); в средней части — «Bo имя Аллаха милостивого, милосердного! На Него я положился, ведь Он — Господь великого трона!» (сура 3; сура 9, стих 130). На другой колонне вырезано пожелание Георгию: «Победы, приобретения, величия и удачи!» Происхождение этих колонн дискутируется: они могли быть взяты из какого-нибудь арабского дворца Палермо или специально созданы мусульманскими мастерами по заказу Георгия, знавшего арабский язык.

## Современная Марторана

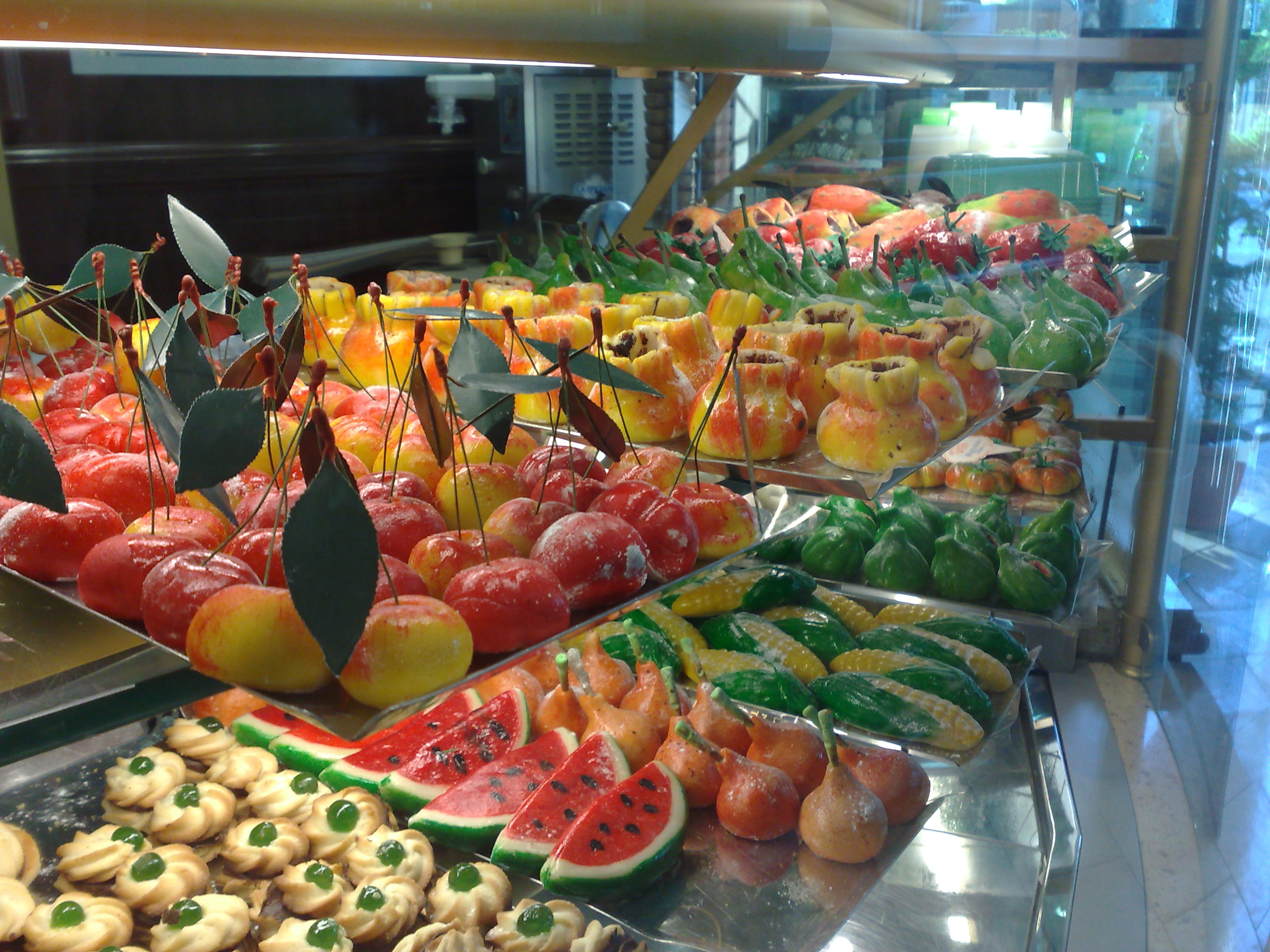
Лотки с марторанскими фруктами.

Современная Марторана — самая посещаемая туристами средневековая церковь в Палермо. Интерьер храма можно увидеть в одной из сцен голливудского триллера «Талантливый мистер Рипли» (режиссёр Энтони Мингелла, 1999). По субботам перед обедом в храме обычно проходят свадьбы; это самая популярная среди новобрачных церковь в городе.
По всей Сицилии получили распространение «марторанские фрукты» — искусственные марципановые фрукты из тёртого миндаля, которые монахини Мартораны делали на Пасху, желая удивить местного архиепископа. Помимо фруктов, из миндаля по рецепту марторанских монахинь лепят морепродукты. Наибольшее разнообразие этих фигурных сладостей наблюдается осенью в канун дня Всех Святых.